# День Победы
День Побе́ды — праздник победы Красной армии и советского народа над нацистской Германией в Великой Отечественной войне 1941—1945 годов. Установлен Указом Президиума Верховного Совета СССР от 8 мая 1945 года и ежегодно отмечается 9 мая. В 1945—1947 годах и с 1965 года День Победы — нерабочий праздничный день.
9 мая — один из государственных праздников и дней воинской славы России.
В День Победы во многих городах России проходят военные парады и праздничные салюты или фейерверки, в Москве проводится организованное шествие к Могиле Неизвестного Солдата с церемонией возложения венков.
С 2012 года проходит шествие с портретами ветеранов и участников войны — «Бессмертный полк».

## Последние дни войны

### Взятие Берлина

Знамя Победы

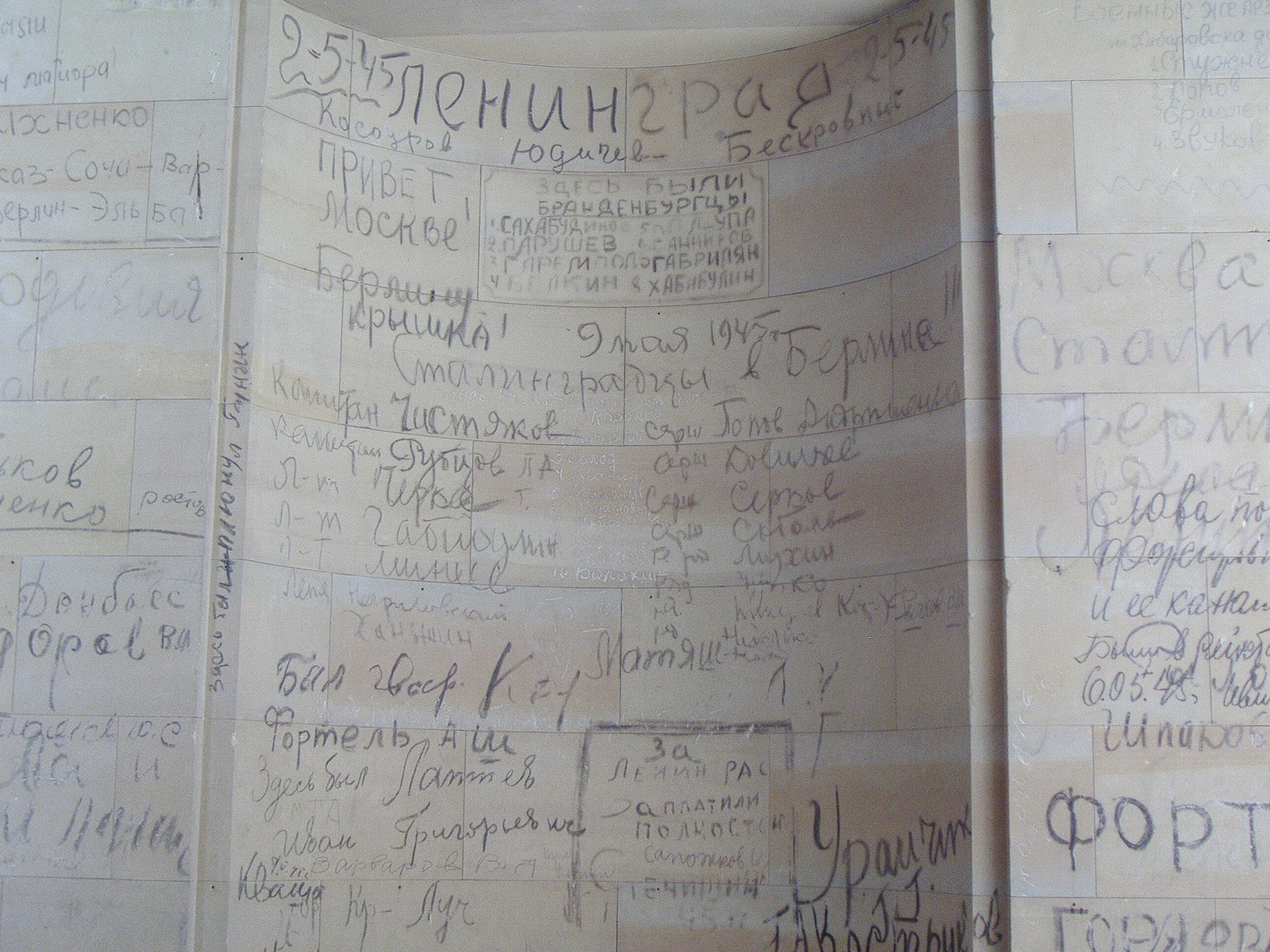
Подписи, оставленные советскими солдатами на стенах Рейхстага, сохраняются и через 70 лет после взятия Берлина советскими войсками

В апреле 1945 года Красная армия вплотную подошла к Берлину. Советские войска к началу операции насчитывали 149 стрелковых и 12 кавалерийских дивизий, 13 танковых и 7 механизированных корпусов, 15 отдельных танковых и самоходных бригад общей численностью более 1 900 000 человек. Участвовавшие в операции 1-я и 2-я армии Войска Польского насчитывали 10 пехотных и 1 танковую дивизии, а также 1 отдельную кавалерийскую бригаду, общей численностью 155 900 человек. Всего в операции принимали участие более 2 миллионов солдат и офицеров, 6250 танков и самоходных орудий, 41 600 орудий и миномётов, 7500 самолётов.
Немецкие войска занимали оборону вдоль западных берегов рек Одер и Нейсе. На подступах к Берлину и в самом городе была сосредоточена группировка войск, имевшая в своём составе 62 дивизии (в том числе 48 пехотных, 4 танковые и 10 моторизованных), 37 отдельных пехотных полков и около 100 отдельных пехотных батальонов, а также значительное количество артиллерийских частей и подразделений. Эта группировка насчитывала около миллиона человек, 1500 танков, 10 400 орудий и миномётов, 3300 боевых самолётов. Сам Берлин также был превращён в сильнейший укреплённый район и подготовлен к ведению уличных боёв. Вокруг Берлина было создано три оборонительных кольца, внутри города сооружено более 400 железобетонных долговременных огневых точек с гарнизонами до тысячи человек. Сам берлинский гарнизон насчитывал в своём составе около 200 000 человек.
В ходе Берлинской операции Красная Армия потеряла безвозвратно 78 291 человека и 274 184 человека составили санитарные потери. То есть в сутки из строя выбывало более 15 000 солдат и офицеров. Ещё 8892 человека потеряли польские войска, из них 2825 человек — безвозвратно.
В ходе прорыва немецкой обороны, в том числе и для боёв в городе, широко использовались танки. В городских условиях они не могли использовать все свои преимущества и часто становились удобной мишенью для противотанковых средств немцев. Это также привело к высоким потерям: за две недели боёв Красная Армия потеряла треть участвовавших в Берлинской операции танков и САУ, что составило 1997 единиц. Также было потеряно 2108 орудий и миномётов и 917 боевых самолётов, но главную задачу операции советские войска решили полностью: разгромили 70 пехотных, 12 танковых и 11 моторизованных дивизий противника, взяли в плен около 480 тысяч человек, овладели столицей Германии и фактически принудили Германию к капитуляции.
Рано утром 1 мая 1945 года, во время штурма Рейхстага, сержант Михаил Егоров и младший сержант Мелитон Кантария под руководством младшего лейтенанта А. П. Береста водрузили Знамя Победы на крыше здания Рейхстага.

### Подписание капитуляции

Вильгельм Кейтель подписывает Акт о безоговорочной капитуляции Германии

1 мая 1945 года в 3:50 на командный пункт 8-й гвардейской армии был доставлен начальник генерального штаба сухопутных сил вермахта генерал пехоты Кребс, заявивший, что он уполномочен вести переговоры о перемирии. Однако Сталин распорядился не вести переговоров, кроме как о безоговорочной капитуляции. Немецкому командованию был поставлен ультиматум: если до 10 часов не будет дано согласие на безоговорочную капитуляцию, советскими войсками будет нанесён сокрушительный удар. Не получив ответа, советские войска в 10:40 открыли ураганный огонь по остаткам обороны в центре Берлина. К 18 часам стало известно, что требования о капитуляции были отклонены. После этого начался последний штурм центральной части города, где находилась Имперская канцелярия. Всю ночь, с 1 на 2 мая, продолжались бои за канцелярию. К утру все помещения были заняты советскими солдатами.
Ночью 2 мая в 1:50 по радио было принято следующее сообщение: «Высылаем своих парламентёров на мост Бисмарк-штрассе. Прекращаем военные действия». Позднее заместитель министра пропаганды доктор Фриче обратился к советскому командованию с просьбой о разрешении выступить по радио с обращением к немецким войскам берлинского гарнизона о прекращении сопротивления. К 15 часам остатки берлинского гарнизона (более 134 тысяч человек) сдались в плен.
7 мая в 2:41 (по центральноевропейскому времени) в Реймсе, был подписан акт о безоговорочной капитуляции Германии, который вступал в силу 8 мая в 23:01 (9 мая в 00:01 по московскому времени). От имени немецкого Главнокомандования протокол подписал генерал Йодль в присутствии генерала Уолтера Смита (от имени союзных экспедиционных сил), генерала Ивана Суслопарова (от имени советского Главнокомандования), а также генерала французской армии Франсуа Севеза, подписавшего акт в качестве свидетеля. Однако у генерала Суслопарова не было разрешения из Москвы подписывать акт о капитуляции Германии, Советский Союз настаивал на подписании другого акта.
8 мая в 22:43 по центральноевропейскому времени (00:43 9 мая по московскому времени) генерал-фельдмаршал вермахта Вильгельм Кейтель, а также генерал-полковник люфтваффе Штумпф и адмирал кригсмарине фон Фридебург, имевшие соответствующие полномочия от Дёница, подписали ещё один акт о капитуляции, который также вступал в силу 9 мая в 00:01 по московскому времени.
Приняв капитуляцию, Советский Союз не подписал мир с Германией, то есть остался с Германией в состоянии войны. Война с Германией была окончена де-юре 25 января 1955 года принятием Президиумом Верховного Совета СССР соответствующего решения.

### Последнее сообщение германской ставки
9 мая Германская ставка, находившаяся уже не в Цоссене, занятом советскими войсками, издала своё последнее сообщение:

Из ставки гросс-адмирала Дёница

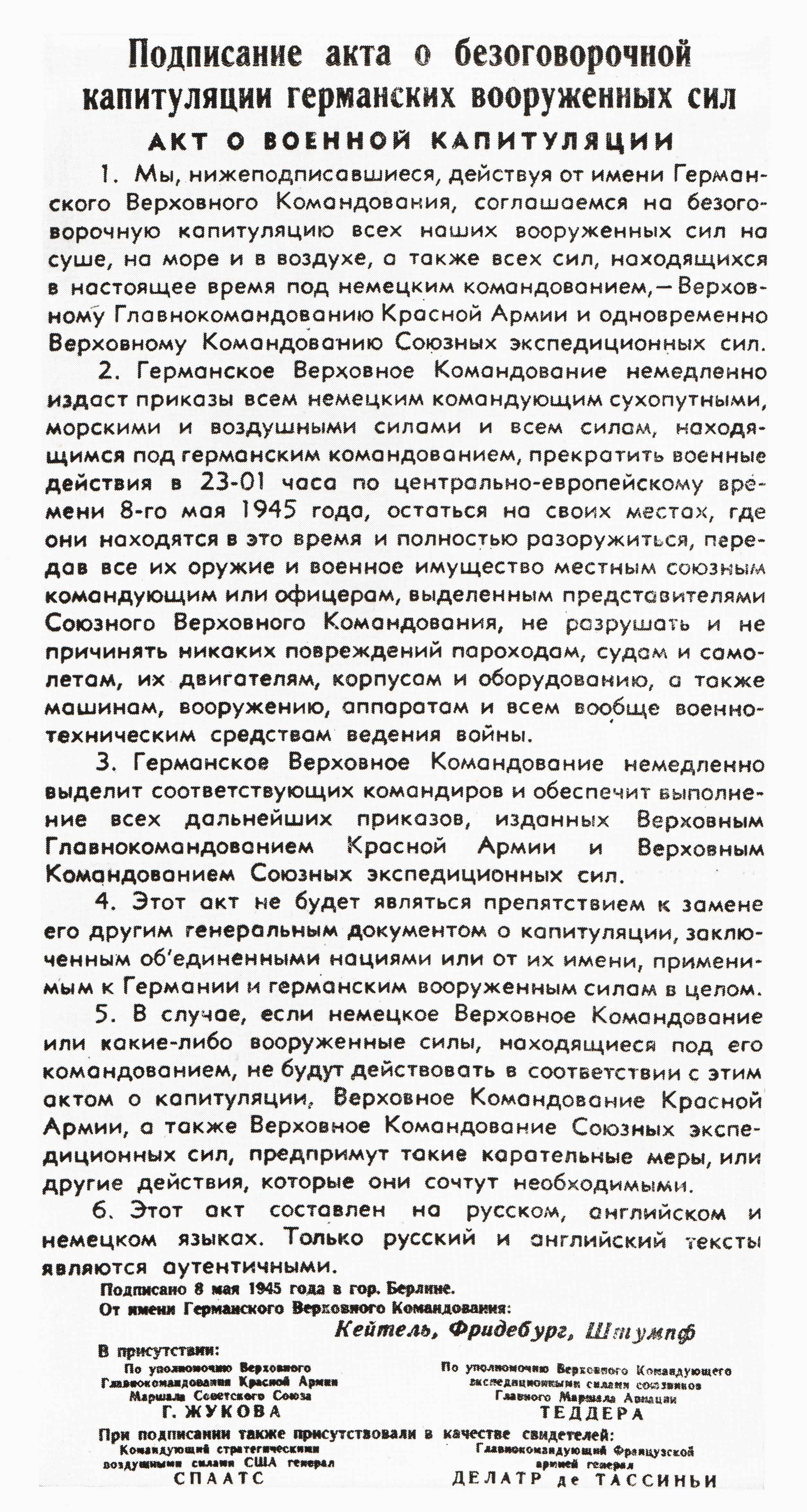
Акт о капитуляции Германии. «Правда», 9 мая 1945

Верховное главнокомандование вооружённых сил сообщает:
В Восточной Пруссии германские войска во вторник до последней возможности удерживали устье Вислы и западную часть косы Фрише Нерунг. Особенно отличилась 7-я пехотная дивизия. За её образцовые действия командир дивизии генерал фон Заукен награждён дубовыми листьями с мечами и бриллиантами к Рыцарскому кресту Железного креста.
Главные силы нашей группы армий в Курляндии, в течение многих месяцев под командованием генерала пехоты Хильперта оказывавшие сильное сопротивление превосходящим советским танковым и пехотным соединениям и мужественно выдержавшие шесть крупных сражений, покрыли себя бессмертной славой. Эта группа армий отклонила любую преждевременную капитуляцию. Уцелевшие самолёты в образцовом порядке доставили на Запад раненых и отцов семейств. Офицеры и штабы остались со своими войсками. В полночь в соответствии с принятыми нами условиями любые военные действия и любые передвижения войск были прекращены.
Защитники Бреслау, которые в течение двух месяцев отбивали все советские атаки, после героического сопротивления в последний момент уступили превосходству противника.
На Юго-Восточном и Восточном фронтах все штабы главных соединений вплоть до Дрездена получили приказ прекратить огонь. Восстанию чехов почти во всей Богемии и Моравии удалось помешать выполнению условий капитуляции и нашим связям в этом районе. Сведений о группах армий Лёра, Рендулича и Шернера штаб верховного главнокомандования до сих пор ещё не получил.
Сражающиеся далеко от фатерланда защитники опорных пунктов на побережье Атлантического океана, войска в Норвегии и гарнизоны на островах Эгейского моря, соблюдая повиновение и дисциплину, поддержали честь германского солдата.
Итак, начиная с полуночи оружие на всех фронтах смолкло. По приказу гросс-адмирала вермахт прекратил ставшую бессмысленной борьбу. Тем самым закончилось почти шестилетнее героическое единоборство. Оно принесло нам великие победы, но и тяжёлые поражения. Германский вермахт под конец с почётом уступил огромному превосходству противника в силах. Германский солдат, верный своей присяге, отдавая себя до конца своему народу, свершил то, что не забудется в веках. Тыл до последнего момента поддерживал его изо всех своих сил, неся при этом тяжелейшие жертвы. Неповторимые свершения фронта и тыла найдут свою окончательную оценку в последующем справедливом приговоре истории.
Даже противник не сможет отказать в своём уважении славным деяниям и жертвам германских солдат на земле, на воде и в воздухе. Поэтому каждый солдат может честно и гордо выпустить из рук своё оружие и в эти тяжелейшие часы нашей истории храбро и уверенно обратиться к труду ради вечной жизни нашего народа.
В этот час вермахт чтит память своих погибших солдат. Погибшие обязывают нас к безоговорочной верности, повиновению и дисциплине по отношению к истекающей кровью многочисленных ран Родине.

### Последние очаги сопротивления
К моменту капитуляции немецкие войска удерживали ряд опорных пунктов на атлантическом побережье Франции (Дюнкерк, Ла-Рошель, Лорьян), острова Гернси, Джерси и ряд других, северную часть Германии, территорию в Центральной Европе (часть южной Германии, Австрии, Чехословакии), плацдармы восточнее Данцига на косе Путцигер-Нерунг (устье Вислы) и в Курляндии (на территории Латвийской ССР), острова греческого архипелага, Данию и большую часть Норвегии, часть прибрежных территорий Голландии. Немецкие войска в Центральной Европе, стоявшие перед советским фронтом, не подчинились приказу о капитуляции и стали отходить на запад, стремясь перейти в англо-американскую зону оккупации.
10 мая советские войска заняли плацдарм на косе Путцигер-Нерунг с городом Хель, 11 мая взята под контроль Курляндия. К 14 мая закончилось преследование отступавших на запад немецких войск в Центральной Европе. С 9 по 14 мая на всех фронтах советскими войсками взято в плен более 1 миллиона 230 тысяч немецких солдат и офицеров и 101 генерал. 15 мая Совинформбюро объявило об окончании приёма пленных на всех фронтах.

## История праздника

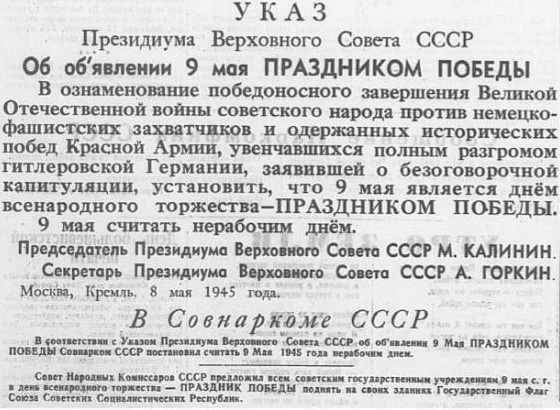
Указ Президиума Верховного Совета СССР от 8 мая 1945 года «Об объявлении 9 мая праздником победы»

Празднование Дня Победы 9 мая было введено Указом Президиума Верховного Совета СССР от 8 мая 1945 года, который предписал считать этот день нерабочим.

### 9 мая 1945 года
9 мая утром вышел приказ Верховного Главнокомандующего И. Сталина за номером 369:

ПРИКАЗ

Верховного Главнокомандующего

По войскам Красной Армии

и Военно-Морскому Флоту
8 мая 1945 года в Берлине представителями германского верховного командования подписан акт о безоговорочной капитуляции германских вооружённых сил.
Великая Отечественная война, которую вёл советский народ против немецко-фашистских захватчиков, победоносно завершена, Германия полностью разгромлена.
Товарищи красноармейцы, краснофлотцы, сержанты, старшины, офицеры армии и флота, генералы, адмиралы и маршалы, поздравляю вас с победоносным завершением Великой Отечественной войны.
В ознаменование полной победы над Германией сегодня, 9 мая, в День Победы, в 22 часа столица нашей Родины Москва от имени Родины салютует доблестным войскам Красной Армии, кораблям и частям Военно-Морского Флота, одержавшим эту блестящую победу, тридцатью артиллерийскими залпами из тысячи орудий.
Вечная слава героям, павшим в боях за свободу и независимость нашей Родины!
Да здравствуют победоносные Красная Армия и Военно-Морской Флот!
Верховный Главнокомандующий Маршал Советского Союза И. Сталин
9 мая 1945 года
Кроме того, в этот день был издан указ Президиума Верховного Совета СССР «Об учреждении медали „За победу над Германией“ в Великой Отечественной войне 1941—1945 гг.».
Первое празднование, состоявшееся 9 мая 1945 года, завершилось грандиозным салютом. В памяти советских людей оно запечатлелось надолго. Финальным аккордом празднования победы над Германией стал Парад Победы, состоявшийся 24 июня 1945 года.

### Празднования в период с 1945 по 1964 год
В 1945—1947 годы День Победы являлся нерабочим днём, однако указом Президиума Верховного Совета СССР от 23 декабря 1947 года выходной отменили. В юбилейном 1965 году День Победы снова становится нерабочим.
За первые 20 послевоенных лет провели лишь один парад в честь Победы — 24 июня 1945 года. На протяжении этих 20 лет среди праздничных мероприятий были салют и мероприятия, которые на местах проводили сами ветераны войны, отмечавшие День Победы в трудовых коллективах. В центральных газетах выходили праздничные передовицы, проводились торжественные вечера, во всех крупных городах СССР давались салюты из 30 артиллерийских залпов.
Первый юбилей Победы, 9 мая 1955 года, был рабочим днём, в городах страны прошли торжественные собрания, концерты и массовые народные гулянья на площадях и в парках. В Москве, столицах союзных республик и в городах-героях был произведён салют 30 артиллерийскими залпами.
С 1958 года воздушные парады ни в один из государственных праздников СССР над Красной площадью не проводились.

### Празднования в период с 1965 по 1991 год

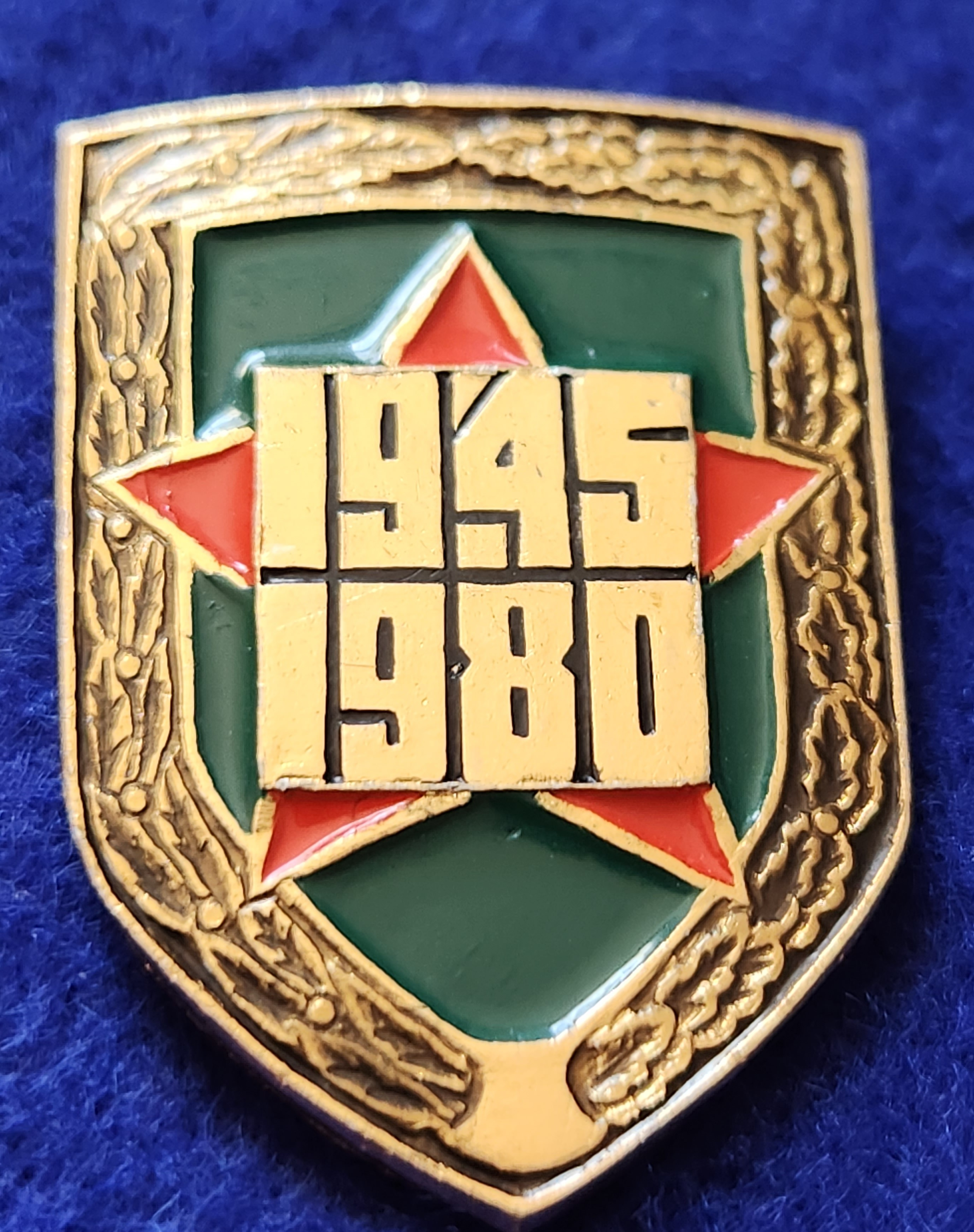
Значок «35 лет Победы»

В советский период День Победы на Красной площади отмечался 9 мая в юбилейные 1965, 1975, 1985 годы.
День Победы стал вторым по значимости национальным праздником (после Годовщины Великой Октябрьской социалистической революции) лишь на 20-летний юбилей разгрома Германии. Брежнев внёс в ритуал 9 Мая две существенных поправки, которые и сегодня имеют продолжение:
- состоялся военный парад на Красной площади и приём в Кремлёвском дворце съездов;
- День Победы снова стал нерабочим днём.

9 мая 1965 года состоялся второй парад, посвящённый победе в Великой Отечественной войне.
С тех пор масштаб торжеств нарастал. На День Победы 1967 года Брежнев лично открыл мемориал Могила Неизвестного Солдата. Юбилейные мероприятия 9 мая 1975 года включали возложение венков к Мавзолею Ленина и Могиле Неизвестного Солдата (35 минут), в 13:00 проходила торжественная манифестация молодёжи Москвы на Красной площади (в пределах 45 минут), в 15:00 — праздничный приём, в 18:50 — минута молчания, в 21:00 — праздничный салют.
Кроме того, с шестидесятых годов своеобразные военные парады 9 мая стали проводиться во многих городах СССР. В этот день воинские части и военные училища маршем проходили по улицам городов к военным мемориалам или памятникам погибшим воинам, где проводились митинги и возложение цветов.
9 мая 1985 года состоялся третий парад (на 40-летие Победы).
9 мая 1990 года состоялся четвёртый парад. Была задействована военная техника Великой Отечественной войны.

### Праздник в современной России

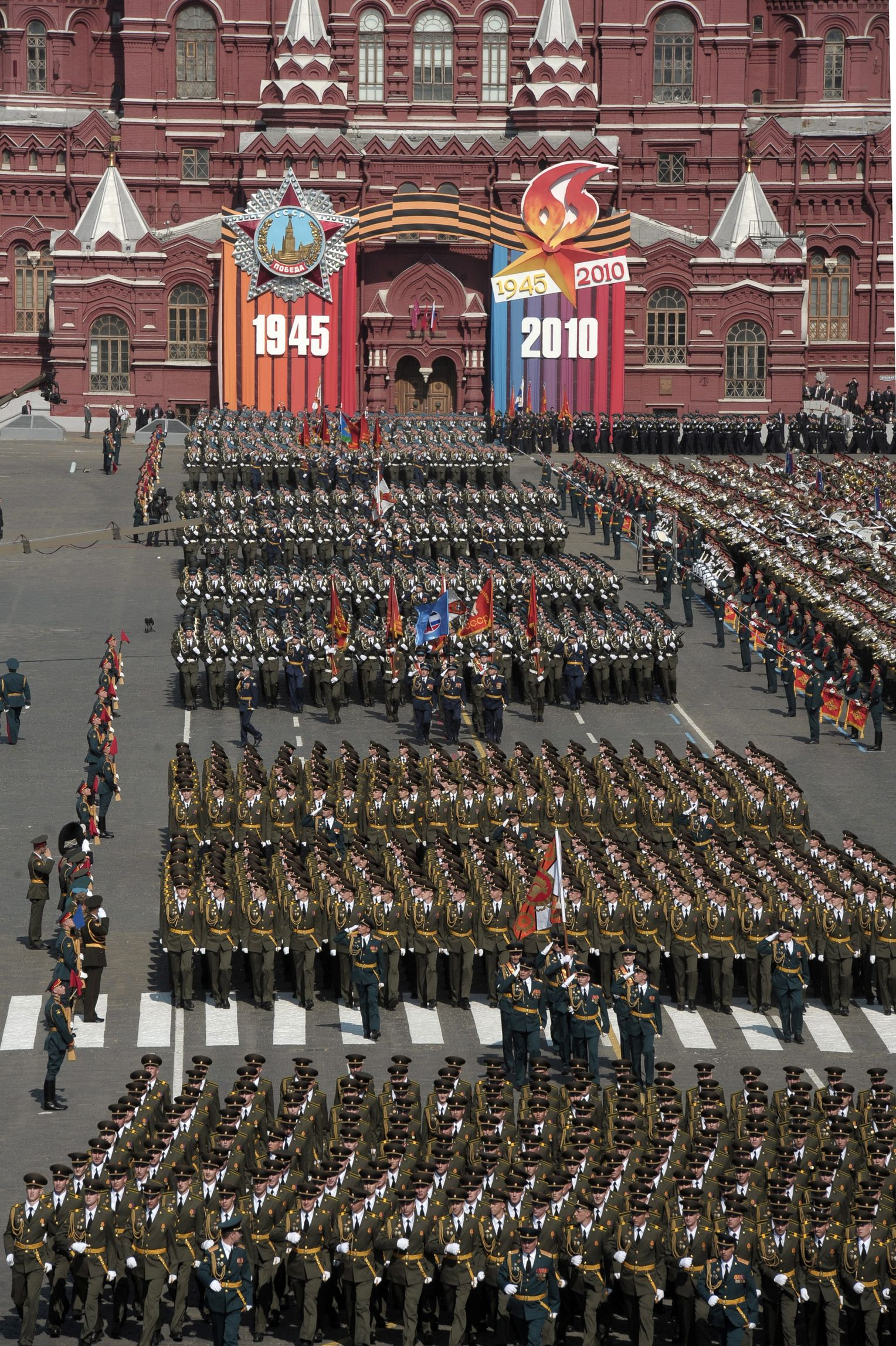
День Победы на Красной площади, 2010 год

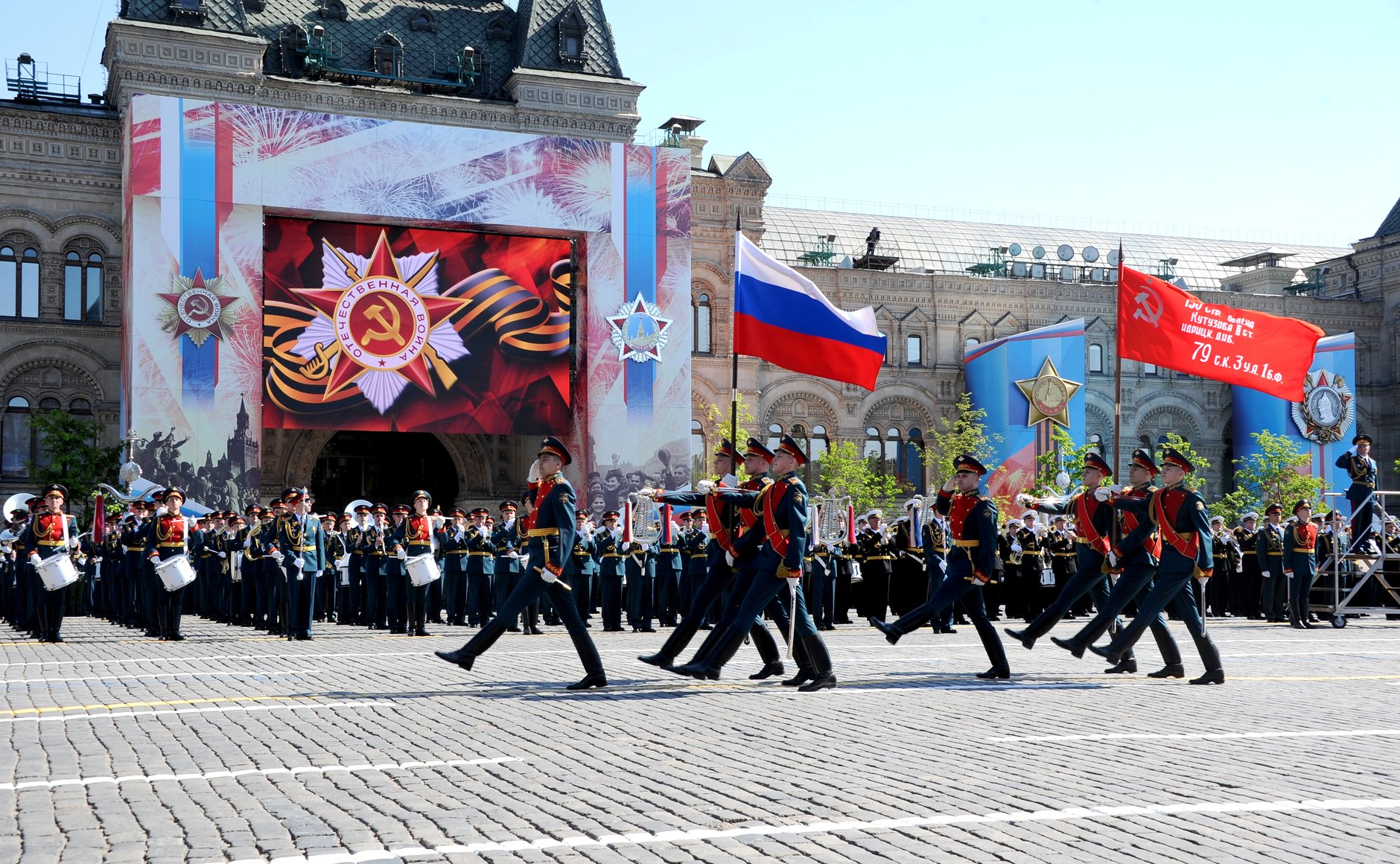
Парад Победы в Москве, 2016 год.

После распада СССР военные парады 9 мая на Красной площади не проводились до юбилейного 1995 года. Тогда в Москве прошли два парада: на Красной площади (в пешем строю) и на Поклонной горе (с участием войск и боевой техники). С тех пор парады на Красной площади стали проводить ежегодно, но в первое время без боевой техники.
9 мая — день окончания Великой Отечественной войны, является одним из дней воинской славы России.
С 1997 года правители страны перестали подниматься на Мавзолей для принятия парада, и стали делать это с сооружаемых перед Мавзолеем временных подмостков.
С 2005 года Мавзолей Ленина на время парадов стали задрапировывать фанерными щитами, на фоне которых с того времени руководство страны и принимает парад. В этом году парад в Москве посетили высокопоставленные иностранные гости, которыми стали президент США Джордж Буш, президент Франции Жак Ширак, председатель КНР Ху Цзиньтао, премьер-министр Италии Сильвио Берлускони, а также канцлер Германии Герхард Шрёдер.
В 2006 году указом президента Российской Федерации учреждено почётное звание «Город воинской славы». С 2007 года в праздновании стали массово применяться георгиевские ленты, потеснившие советские символы.
С 2008 года парад стал вновь проводиться с участием боевой техники, в том числе военной авиации.
Парад в Москве 2010 года ознаменовался участием войск стран-союзников России по антигитлеровской коалиции из Франции, Англии, США и Польши. В этом году парад Победы одновременно проходил в 72 городах России.
Праздничные шествия в честь Дня Победы также проходят во всех городах-героях, военных округах, в ряде крупных городов России и стран СНГ. В этот день традиционно встречаются фронтовики, возлагаются венки к Могиле Неизвестного Солдата, памятникам славы и воинской доблести, гремит праздничный салют.
В 2012 году в Томске была впервые проведена акция «Бессмертный полк»: участники акции следуют колонной и несут портреты своих воевавших предков: родителей, дедов и прадедов. Начиная с 2013 года, эта традиция распространилась на всю Россию и за её пределы, год от года охватывая всё большее число городов и стран. По некоторым данным, в 2015 году акция собрала около 12 миллионов человек, принявших участие в шествии по России в целом. Считается, что в одной лишь Москве акция собрала 500 тысяч участников, включая президента России В. В. Путина. В 2023 году на фоне российского вторжения в Украину «Бессмертный полк» отменили «по соображениям безопасности», а также из опасений, что люди выйдут с портретами погибших в этом вооружённом конфликте.

### Парад Победы в Москве
- 1995 год — 50-летие Победы. Открытие мемориального комплекса на Поклонной горе и памятника маршалу Г. К. Жукову на Манежной площади. Пеший парад ветеранов на Красной площади, военной техники на Поклонной горе.
- 2000 год — 55-летие Победы. Последний пеший парад ветеранов прошёл на Красной площади.
- 2005 год — 60-летие Победы. Парад состоял из двух частей: исторической и современной. Кульминацией парада стал проезд 2600 ветеранов на «полуторках». Старт акции «Георгиевская ленточка».
- 2008 год — 63-летие Победы. Во время парада впервые в истории современной России на Красной площади была использована тяжёлая военная техника[28].
- 2009 год — 64-летие Победы[29].
- 2010 год — 65-летие Победы. В параде приняли участие 11 335 военнослужащих Вооружённых Сил России, а также 13 иностранных государств, 161 единица военной техники, 127 самолётов и вертолётов[30].
- 2011 год — 66-летие Победы. Участие в параде кроме личного состава ВС РФ принимали 106 единиц бронетехники[31].
- 2012 год — 67-летие Победы. В параде участвовало 14 тысяч военнослужащих, военная техника и самолёты[32].
- 2013 год — 68-летие Победы. В торжественном шествии приняли участие 11 тысяч военнослужащих, множество военной техники, а также 68 самолётов и вертолётов[33].
- 2014 год — 69-летие Победы. Всего в военном параде участвовало 11 тысяч военнослужащих, 151 единица военной техники, 69 самолётов и вертолётов[34].
- 2015 год — 70-летие Победы. В параде на Красной площади приняли участие более 15 тысяч военнослужащих, 194 единицы сухопутной военной техники, в том числе новейший танк «Армата», 143 самолёта и вертолёта[35].
- 2016 год — 71-летие Победы. Участие в параде приняли около 10 тысяч человек и 130 единиц боевой техники[36].
- 2017 год — 72-летие Победы. В параде приняли участие более 10 тысяч человек и 114 единиц техники, в том числе бронеавтомобили «Тайфун-К» и «Тайфун-М»[37].
- 2018 год — 73-летие Победы. По Красной площади прошли более 13 тысяч человек и 150 образцов военной техники. В воздухе пролетели 75 самолётов и вертолётов. В параде впервые приняли участие боевая машина «Терминатор», роботы «Уран», беспилотники «Катран» и «Корсар»[38].
- 2019 год — 74-летие Победы. В параде приняли участие 13 тысяч человек и 130 единиц боевой техники. Техническими новинками стали автомобили Aurus, а также недавно принятые на вооружение автоматы АК-12, воздушная часть Парада Победы в Москве была отменена из-за погодных условий[39].
- 2020 год — 75-летие Победы. 9 мая из-за эпидемии COVID-19 была проведена только воздушная часть парада, остальные события были перенесены на 24 июня. В военном параде приняли участие более 14 тысяч военнослужащих, свыше 200 единиц военной техники, 75 самолётов и вертолётов[40].
- 2021 год — 76-летие Победы. На параде на Красной площади в Москве участвовали 12 тысяч солдат и офицеров, 191 боевая машина, а также 76 самолётов и вертолётов[41].
- 2022 год — 77-летие Победы. В Параде на Красной площади приняли участие 11 тысяч военнослужащих и 131 единица современного вооружения и военной техники[42]. Российский президент Владимир Путин в своем выступлении на Параде посвятил большую его часть оправдания российского вторжения на Украину[43].
- 2023 год — 78-летие Победы. Парад в Москве закрыли для публики[27]. В параде приняло участие минимальное число военных с 2008 года. В параде не приняли участие несколько соединений, которые присутствовали в прошлом году, в том числе 4-я танковая дивизия, которая находилась на харьковском направлении во время контрнаступления Украины осенью прошлого года и получила серьёзный ущерб[44].
- 2024 год — 79-летие Победы. Парад Победы 2024 года СМИ назвали очень скромным по численности военной техники за все парады в истории современной России, а также самым холодным за многие годы, впервые в истории прошедшим под снегопадом. В параде приняли участие 9 тысяч человек и 75 единиц техники, в том числе отдельный парадный расчёт из воевавших на Украине (около 1000 человек), среди которых было семь Героев Российской Федерации.

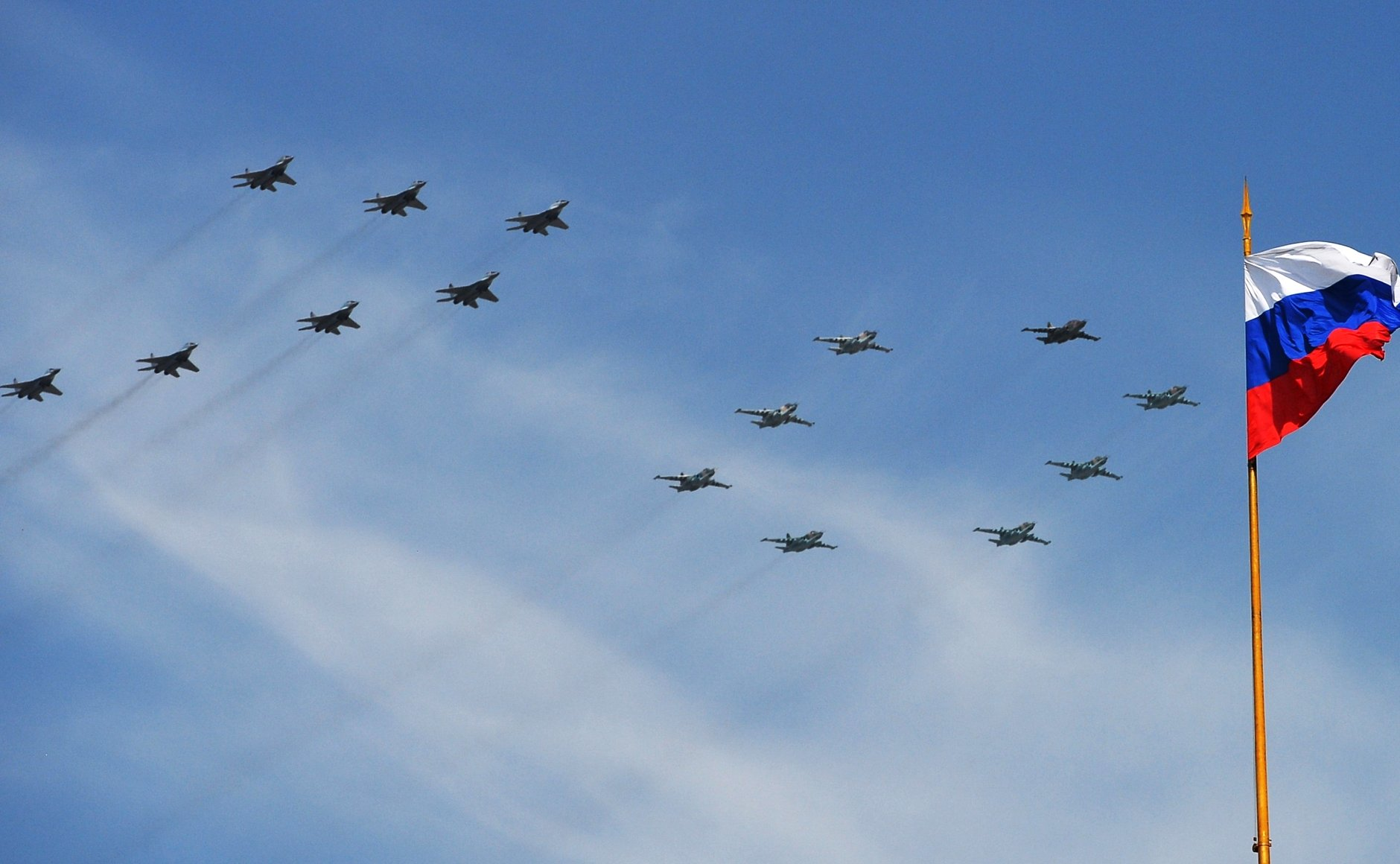
Воздушная часть парада на Красной площади в Москве к 70-летнему юбилею
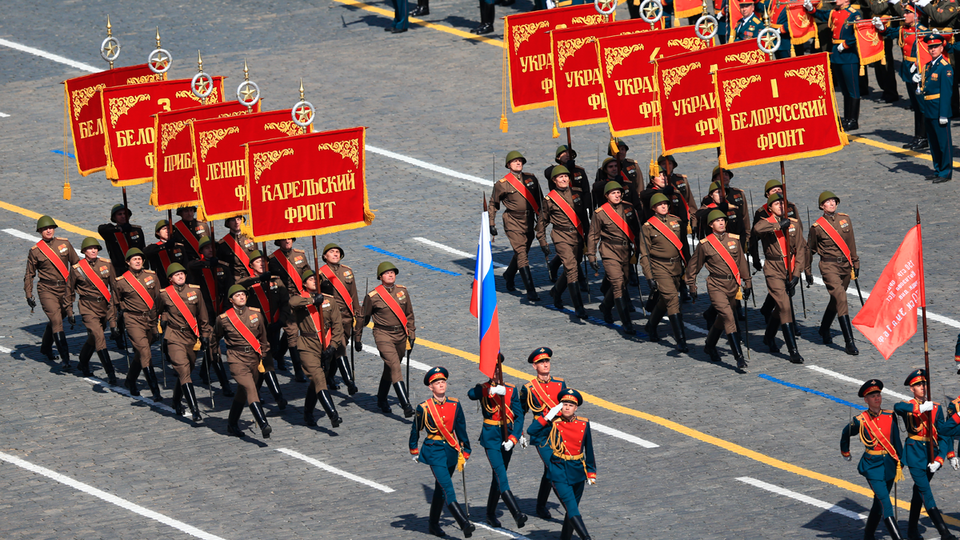
Парад Победы 2015 года
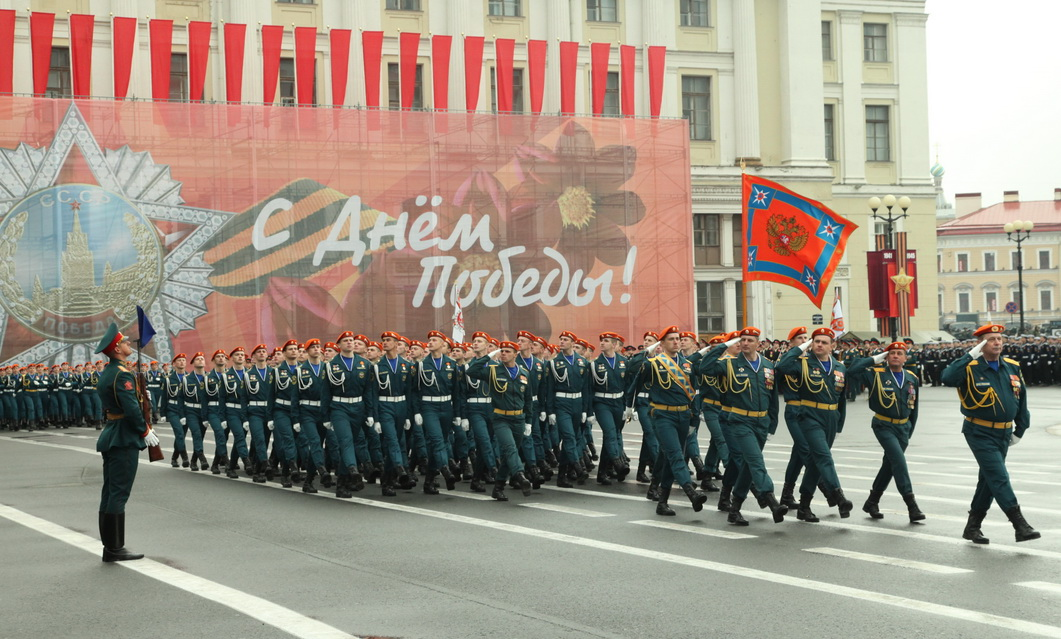
Парад Победы на Дворцовой площади в Санкт-Петербурге, 2014 год

## Праздник в странах бывшего СССР

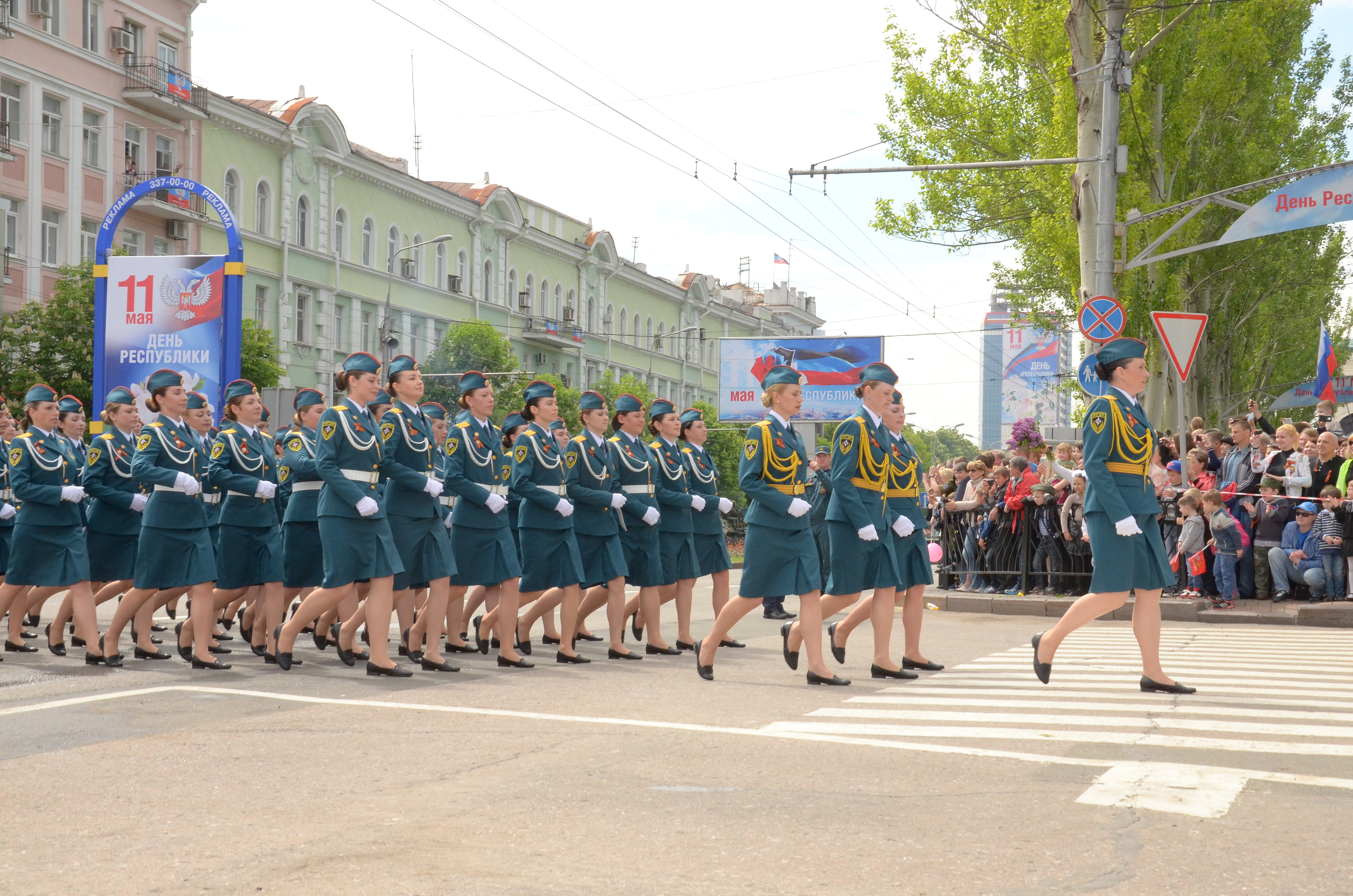
День Победы в Донецке, 9 мая 2016

День Победы празднуется и является нерабочим днём почти на всей территории СНГ: в Азербайджане, Армении, Беларуси, Казахстане, Кыргызстана, Молдове, России, Таджикистане, Туркменистане, Узбекистане, а также в Грузии, частично признанных Абхазии и Южной Осетии и в непризнанном Приднестровье. Ежегодно, при поддержке представительств Россотрудничества, проходят масштабные празднования Дня Победы за границей. Каждый год проводятся мероприятия, приуроченные к этому дню, в разных уголках мира.

### Азербайджан

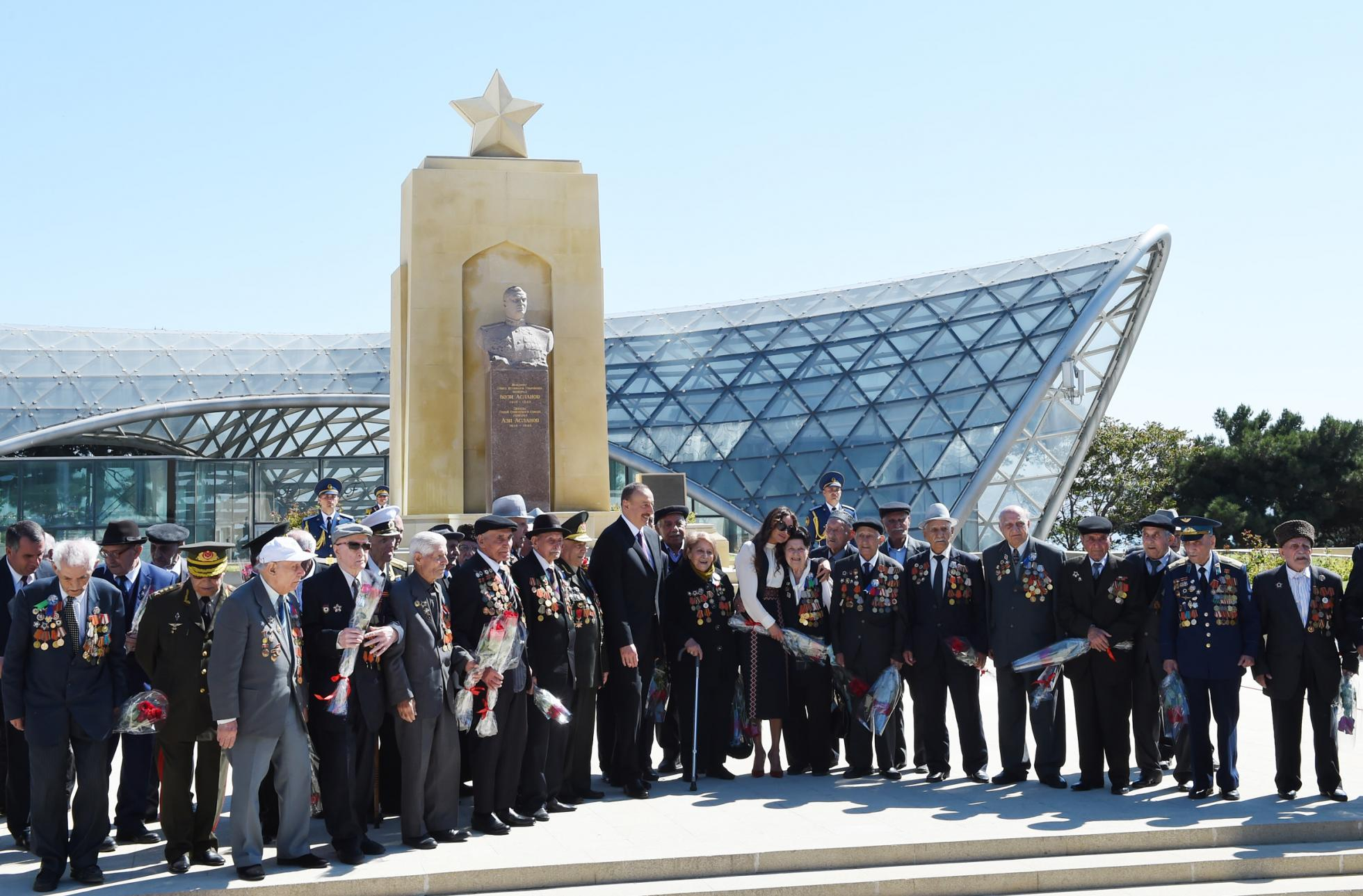
Президент Азербайджана Ильхам Алиев на встрече с ветеранами Великой Отечественной войны у памятника над могилой дважды Героя Советского Союза Ази Асланова в Баку. 9 мая 2016

В Азербайджане с особым вниманием относятся к 9 мая и ветеранам Великой Отечественной войны. Решением президента Азербайджана Гейдара Алиева, начиная с 1994 года, 9 Мая ежегодно празднуют в Азербайджане как День Победы и является нерабочим днём. Традиционно 9 мая президент Азербайджана Ильхам Алиев встречается с ветеранами войны у памятника над могилой дважды Героя Советского Союза Ази Асланова, преподносит цветы к памятнику и чтит память всех воинов из Азербайджана, погибших в Великой Отечественной войне.
С 2016 года в Баку проходит ежегодная акция «Бессмертный полк», организованная при поддержке Землячества казаков Азербайджана. Во время акции участники собираются у расположенного в Наримановском районе Баку мемориала братской могилы воинов-освободителей, павших в годы Великой Отечественной войны, возлагают венки и чтят память героев, отдавших жизни за победу над фашизмом.

### Армения

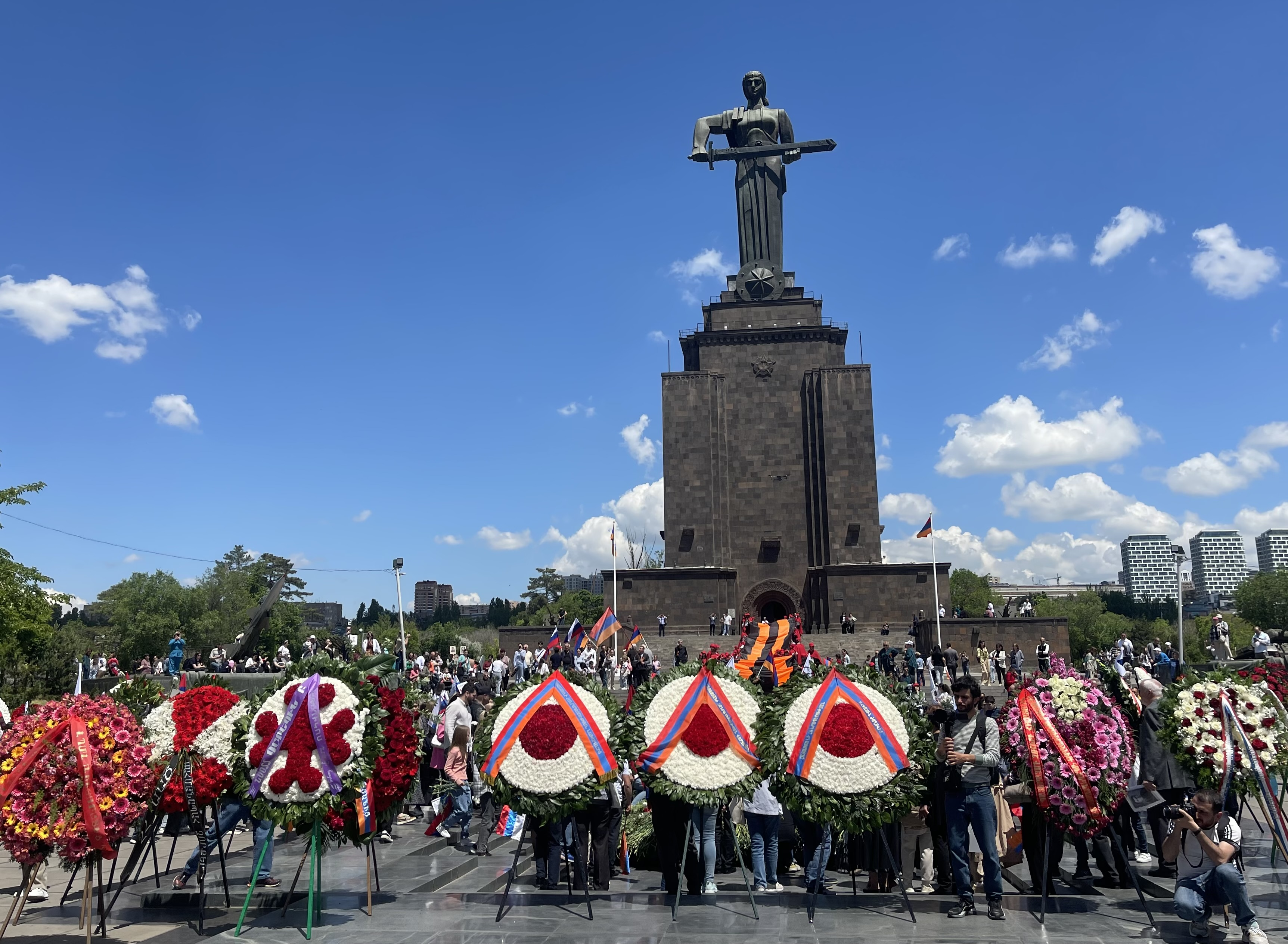
Парк Победы и монумент Мать-Армения, 9 мая 2024 года

Память о героях и жертвах Великой Отечественной войны в современной Армении остаётся неприкасаемой, а День Победы «сохранил своё значение как день героизма и возрождения армянского народа».
В преддверии праздника победы ежегодно в крупных городах проводится патриотическая акция «Георгиевская ленточка». С 2016 года Общественная патриотическая организация «Бессмертный Полк Армении» ежегодно в Ереване и Гюмри проводит акции «Бессмертный полк» и «Дорога памяти». В 2020 году также была запущена онлайн акция «История моего героя», в которой каждый житель страны может рассказать о своём родственнике-участнике войны.
В свою очередь, высшие государственные деятели Армении подчёркивают важность исторической памяти ключевой роли советского народа в борьбе против нацистской Германии и предостерегают от попыток её искажения.

### Узбекистан
В Узбекистане с 1999 года 9 мая отмечается национальный праздник — День памяти и почестей.
9 мая 2020 года в Ташкенте, был открыт «Парк Победы» в честь празднования 75-летней годовщины Победы в ВОВ.

### Украина

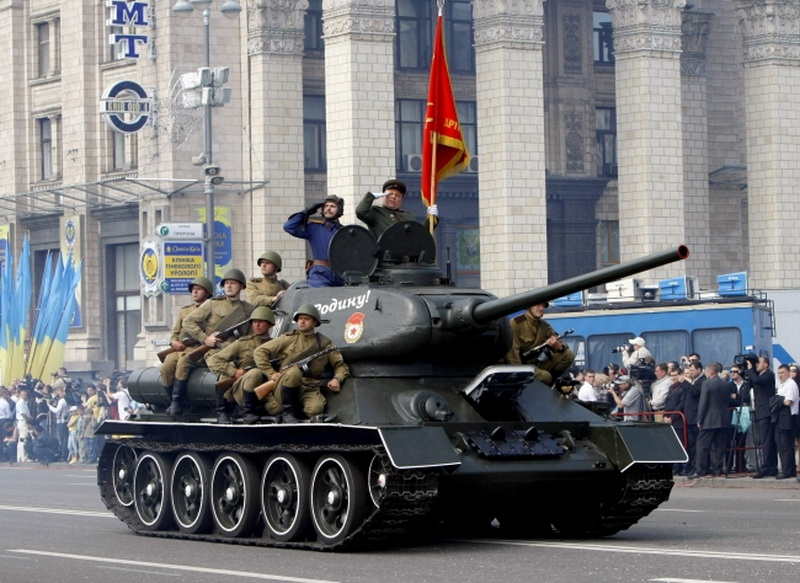
День Победы в Киеве на Крещатике 9 мая 2010, танк Т-34-85

С 1991 по 2015 годы День Победы на Украине официально отмечался как «День Победы в Великой Отечественной войне». Однако 9 апреля 2015 года Верховная Рада Украины приняла закон «Об увековечении победы над нацизмом во Второй мировой войне 1939—1945 годов», 9 мая закон был подписан президентом и 21 мая вступил в силу.
Официально отмечаются День памяти и примирения (8 мая) и День победы над нацизмом во Второй мировой войне (9 мая). Также с 2015 года на Украине в рамках декоммунизации страны была запрещена советская символика, в том числе Знамя Победы.
Несмотря на преобразование праздника, День Победы в его классическом варианте продолжают праздновать неофициально. В частности, в 2017 году в ряде областных центров Украины проводились шествия «Бессмертного полка», которые закончились стычками их участников с представителями националистических организаций.
В 2018 году шествие в рамках данной акции сопровождалось дракой в Киеве. Кроме того, празднование Дня Победы на Украине было отмечено задержаниями за использование запрещённой символики (в целом по стране было задержано 14 человек).
В мае 2023 года Президент Украины Владимир Зеленский провёл параллель между злом нацизма Второй мировой войны и «нынешним злом рашизма» устроившим вторжение на Украину, а затем предложил перенести празднование Дня Победы на 8 мая, а 9 мая отмечать День Европы, так же как и в остальной Европе.

### Символика победы в Великой Отечественной войне
Основными символами победы в Великой Отечественной войне в СССР являлись Вечный огонь, мемориалы в городах-героях, Орден Отечественной войны, гвардейская лента, красная гвоздика, солдатская пилотка со звёздочкой, Знамя Победы и другие. Позже к ним добавилась акция «георгиевская ленточка» в РФ и её аналоги в других странах СНГ.

## Праздник за пределами стран бывшего СССР

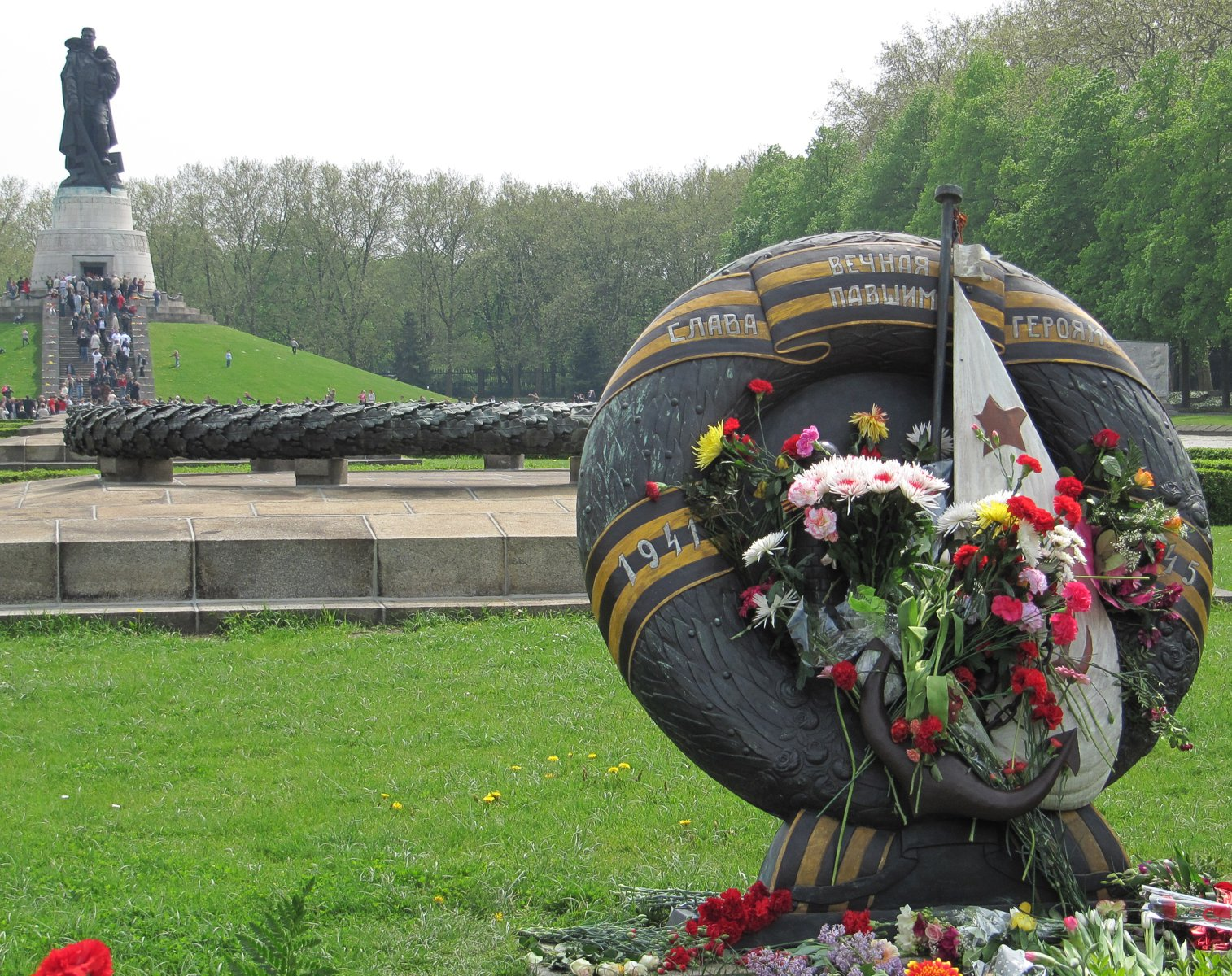
Цветы перед монументом воину-освободителю в Берлине, 9 мая 2010 года

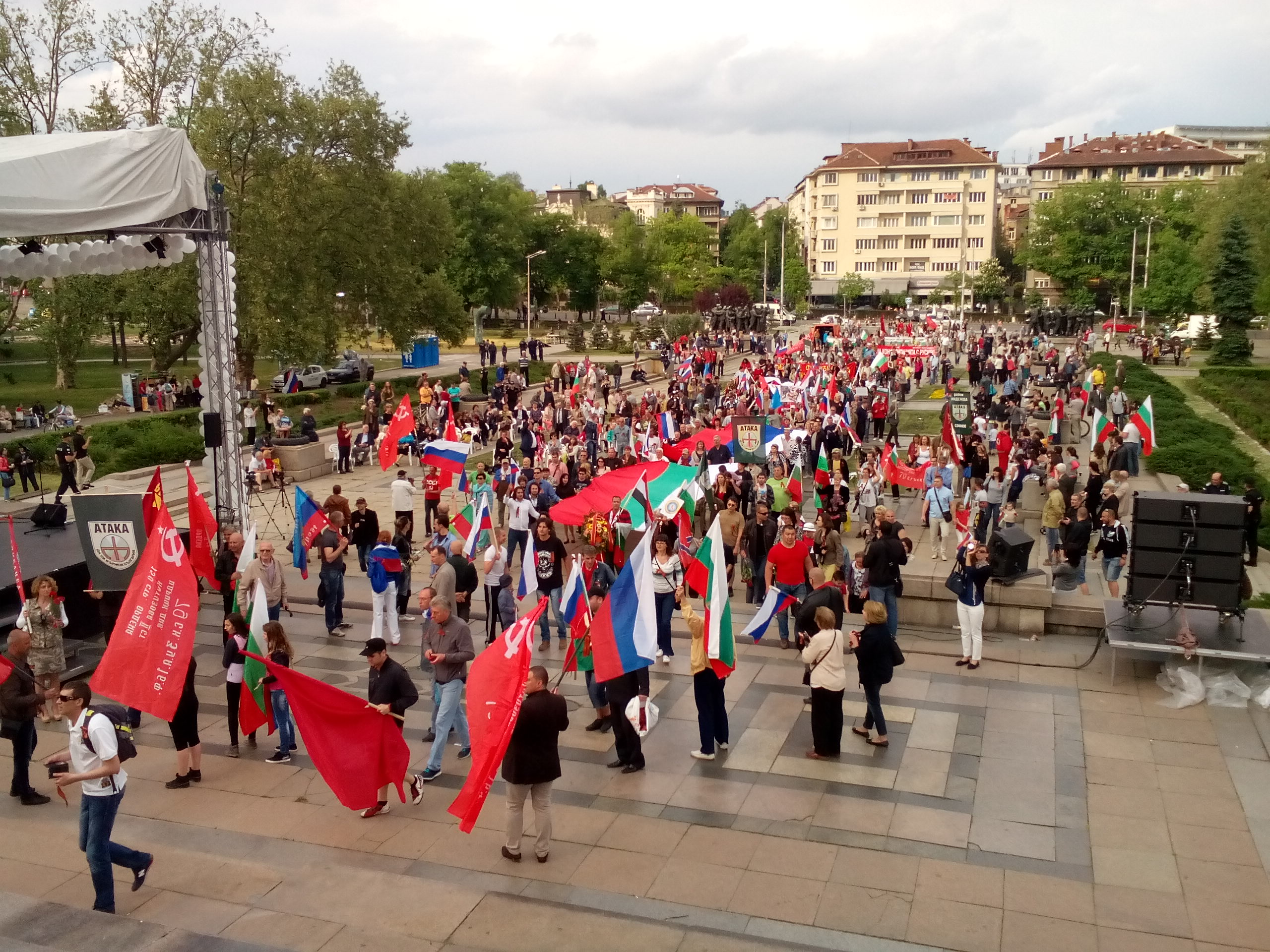
Болгары перед памятником Советской армии в Софии, 9 мая 2015

Израиль. В Израиле также отмечают День Победы. В этой стране 9 мая стало государственным праздником благодаря принятию в 2000 году закона о ветеранах Второй мировой войны и блокадниках, этот праздник привезли с собой репатрианты из СССР (до и после его распада), которые и добились празднования Дня Победы на государственном уровне. Праздничные парады проходят с участием ветеранов Великой Отечественной войны, огромная роль которых в разгроме Германии не сразу, но получила признание государства Израиль. В июле 2017 года парламент Израиля официально принял закон о праздновании Дня Победы над нацистской Германией 9 мая.
 Босния и Герцеговина. 9 мая является официальным праздником в Республике Сербской. В этот день проходят малочисленные поминальные мероприятия и акции.
 Сербия. 9 мая в стране является государственным праздником. В 2019 году в четвёртый раз по всей стране проходила акция Бессмертный Полк, а первый в независимой Сербии парад, посвящённый победе, прошёл 10 мая 2019 года без привязки к конкретной дате, что вызвало вопросы общественности.

 ФРГ. Германия официально отмечает 8 мая как День освобождения. И хотя этот день не является государственным праздником, по всей стране, как правило, проводятся различные памятные мероприятия, особенно в круглые годовщины. Кроме того, в Берлине 9 мая в Трептов-парке проводятся памятные мероприятия, возлагаются венки к памятнику воина-освободителя и организуются народные гуляния, в которых, в первую очередь, принимает участие русскоязычное население.
 Великобритания. С 2007 года, в Лондоне (Великобритания) ежегодно проводится празднование Дня Победы. Центром внимания являются Северные конвои, в которых Великобритания играла одну из основных ролей. Празднование проходит 9 мая, и состоит из церемонии на борту крейсера «Белфаст» (музей, пришвартованный на южном берегу Темзы), с участием британских и российских ветеранов, членов британской королевской семьи, российских и британских дипломатов. С 2012 года, празднование расширено открытым выступлением Королевского филармонического оркестра, с обязательным включением в программу увертюры «1812 Год» П. И. Чайковского, которая сопровождается пушечными залпами c крейсера.
 Болгария. С 1945 по 1989 гг. Народная Республика Болгария ежегодно праздновала День Победы. После 10 ноября 1989 День Победы был исключён из перечня официальных государственных праздников в стране. Тем не менее, болгары — члены русофильских организаций, левых политических партий и люди с развитым православным и славянским самосознанием каждый год отмечают День Победы. С 2005 года празднующие День Победы болгары носят символические георгиевские ленточки.

## Награды, посвящённые Дню Победы

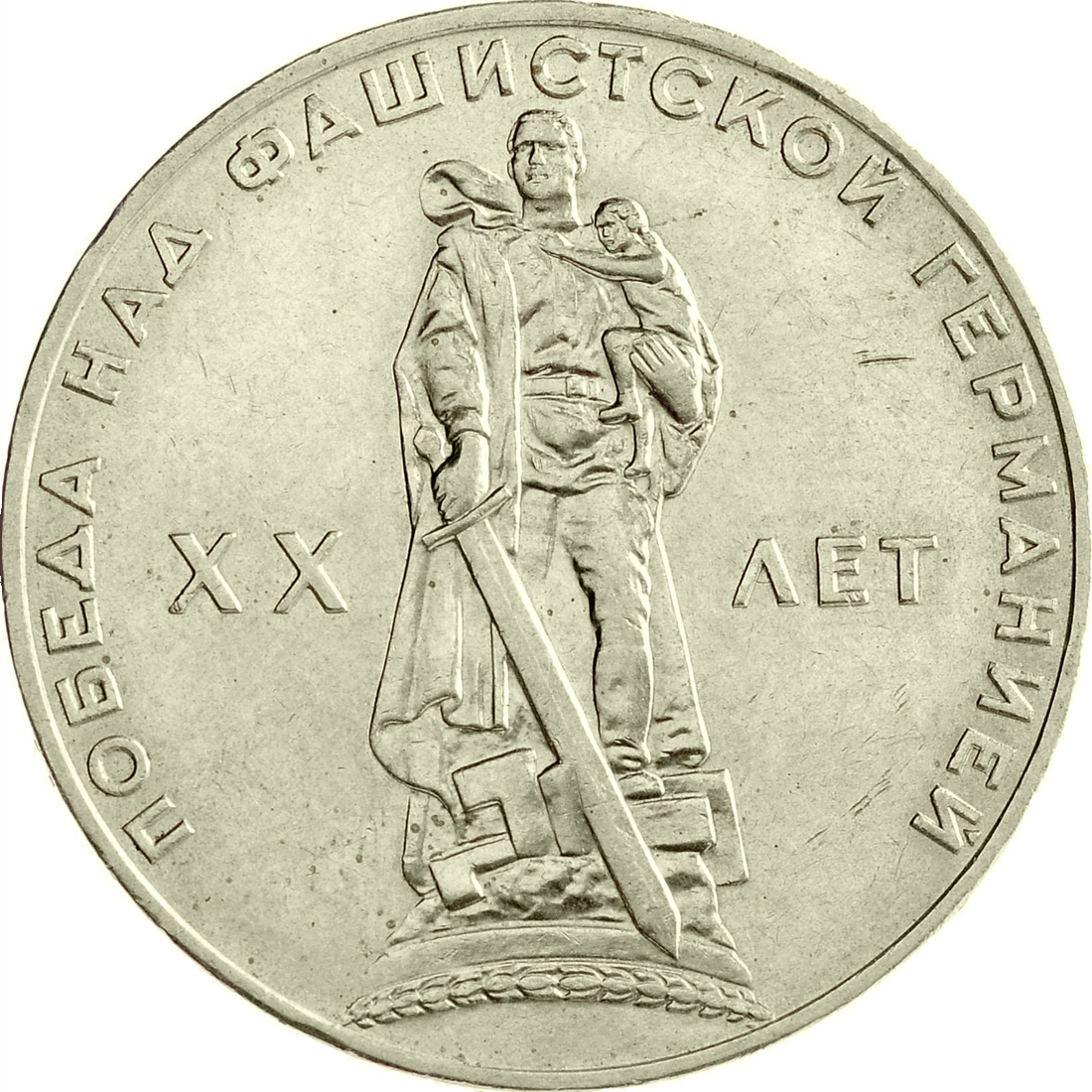
Юбилейная монета к 20-летнему юбилею Победы, 1965

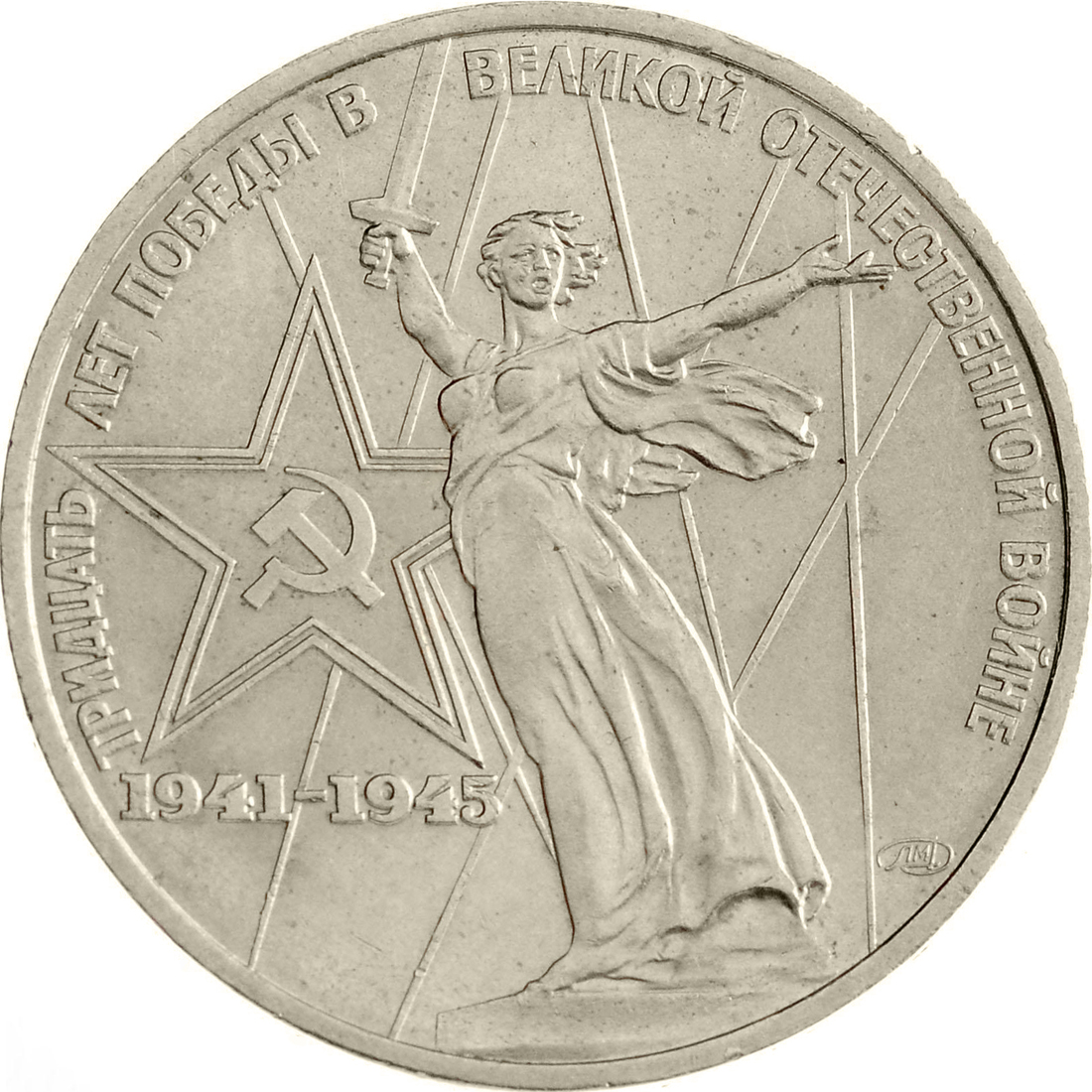
Юбилейная монета к 30-летнему юбилею Победы, 1975

Юбилейная монета к 40-летнему юбилею Победы, 1985

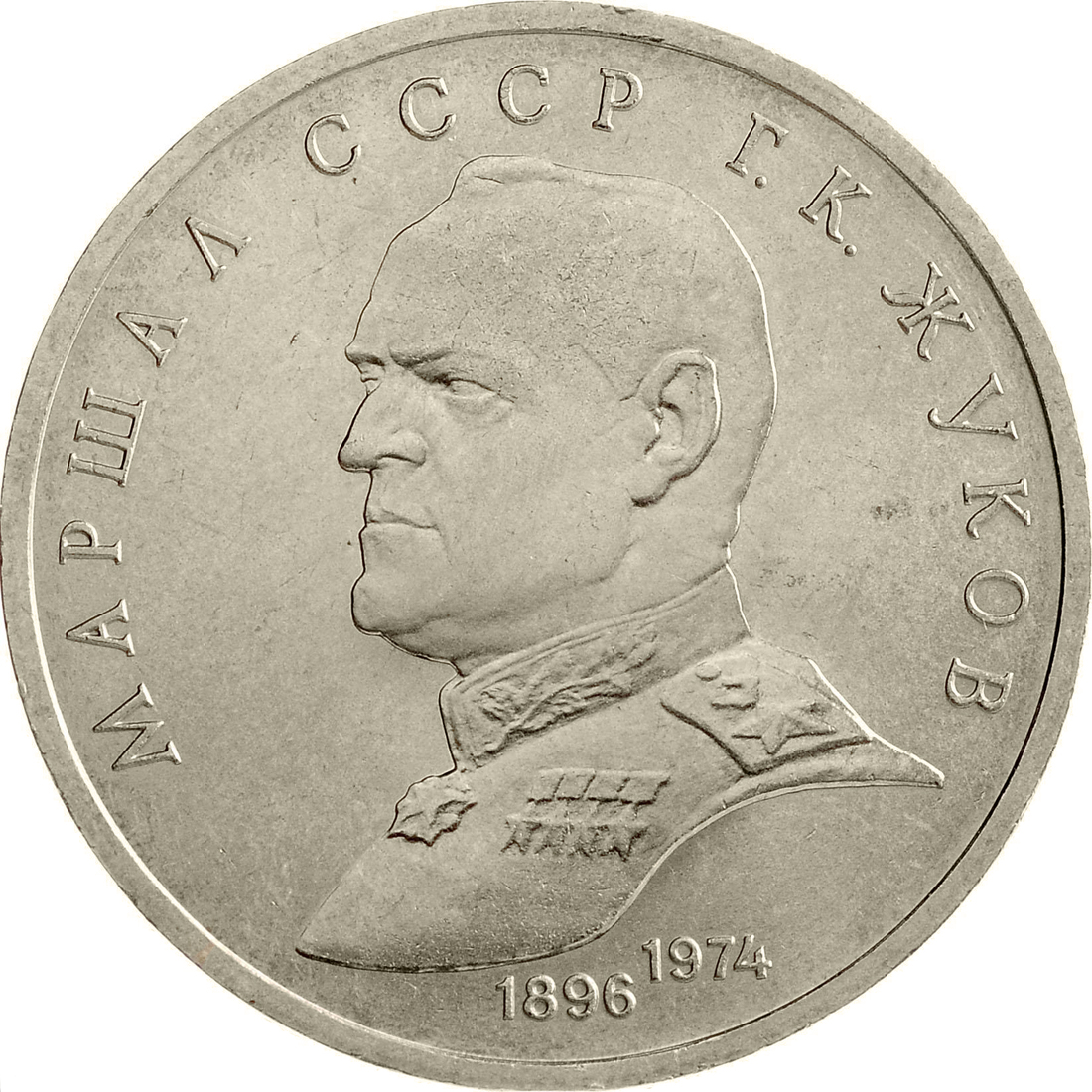
Юбилейная монета к 45-летнему юбилею Победы, 1990

### СССР
| Орден «Победа»                                                                     | Орден «Победа»                                                                     |
| Медаль «За взятие Берлина»                                                         | Медаль «За взятие Берлина»                                                         |
| Медаль «За победу над Германией в Великой Отечественной войне 1941—1945 гг.»       | Медаль «За победу над Германией в Великой Отечественной войне 1941—1945 гг.»       |
| Юбилейная медаль «Двадцать лет Победы в Великой Отечественной войне 1941—1945 гг.» | Юбилейная медаль «Двадцать лет Победы в Великой Отечественной войне 1941—1945 гг.» |
|                                                                                    | Нагрудный знак «25 лет Победы в Великой Отечественной войне»                       |
| Юбилейная медаль «Тридцать лет Победы в Великой Отечественной войне 1941—1945 гг.» | Юбилейная медаль «Тридцать лет Победы в Великой Отечественной войне 1941—1945 гг.» |
| Юбилейная медаль «Сорок лет Победы в Великой Отечественной войне 1941—1945 гг.»    | Юбилейная медаль «Сорок лет Победы в Великой Отечественной войне 1941—1945 гг.»    |

### Болгария
| Медаль «Отечественная война 1944—1945 гг.»      | Медаль «Отечественная война 1944—1945 гг.»      |
| Медаль «За участие в антифашистской борьбе»     | Медаль «За участие в антифашистской борьбе»     |
| Медаль «30 лет Победы над фашистской Германией» | Медаль «30 лет Победы над фашистской Германией» |
| Медаль «40 лет Победы над фашизмом» (НРБ)       | Медаль «40 лет Победы над фашизмом»             |

### ГДР
| Медаль «За борьбу против фашизма» | Медаль «За борьбу против фашизма» |

### Югославия
| Партизанский памятный знак 1941 года     | Партизанский памятный знак 1941 года     |
| Медаль «30 лет победы над фашизмом»      | Медаль «30 лет победы над фашизмом»      |
| Медаль «Смерть фашизму — свобода народу» | Медаль «Смерть фашизму - свобода народу» |

### Россия
| Медаль «50 лет Победы в Великой Отечественной войне 1941—1945 гг.» | Юбилейная медаль «50 лет Победы в Великой Отечественной войне 1941—1945 гг.» |
| Медаль 60 лет Победы в Великой Отечественной войне 1941—1945 гг.   | Юбилейная медаль «60 лет Победы в Великой Отечественной войне 1941—1945 гг.» |
| Медаль «65 лет Победы в Великой Отечественной войне 1941—1945 гг.» | Юбилейная медаль «65 лет Победы в Великой Отечественной войне 1941—1945 гг.» |
|                                                                    | Юбилейная медаль «70 лет Победы в Великой Отечественной войне 1941—1945 гг.» |
| Медаль «75 лет Победы в Великой Отечественной войне 1941—1945 гг.» | Юбилейная медаль «75 лет Победы в Великой Отечественной войне 1941—1945 гг.» |
| Медаль «80 лет Победы в Великой Отечественной войне 1941—1945 гг.» | Юбилейная медаль «80 лет Победы в Великой Отечественной войне 1941—1945 гг.» |

### Азербайджан
| Медаль «75 лет Победы в Великой Отечественной войне 1941—1945 гг.» (Азербайджан) | Юбилейная медаль «75 лет Победы в Великой Отечественной войне 1941—1945 гг.» |

### Беларусь
| 60 лет освобождения Республики Беларусь от немецко-фашистских захватчиков | Медаль «60 лет освобождения Республики Беларусь от немецко-фашистских захватчиков» |
| 65 лет освобождения Республики Беларусь от немецко-фашистских захватчиков | Медаль «65 лет освобождения Республики Беларусь от немецко-фашистских захватчиков» |
| 70 лет освобождения Республики Беларусь от немецко-фашистских захватчиков | Медаль «70 лет освобождения Республики Беларусь от немецко-фашистских захватчиков» |
| 75 лет освобождения Беларуси от немецко-фашистских захватчиков            | Медаль «75 лет освобождения Беларуси от немецко-фашистских захватчиков»            |
| 75 лет Победы в Великой Отечественной войне 1941—1945 годов               | Медаль «75 лет Победы в Великой Отечественной войне 1941—1945 годов»               |
|                                                                           | Медаль «80 лет освобождения Беларуси от немецко-фашистских захватчиков»            |

### Украина
|                                                                          | Памятный знак «50 лет освобождения Украины»                              |
| Юбилейная медаль «60 лет освобождения Украины от фашистских захватчиков» | Юбилейная медаль «60 лет освобождения Украины от фашистских захватчиков» |
| Медаль «70 лет освобождения Украины от фашистских захватчиков»           | Медаль «70 лет освобождения Украины от фашистских захватчиков»           |
| Юбилейная медаль «70 лет Победы над нацизмом»                            | Юбилейная медаль «70 лет Победы над нацизмом»                            |
| Орден Богдана Хмельницкого (Украина)                                     | Орден Богдана Хмельницкого                                               |

### Казахстан
| Медаль «60 лет Победы в Великой Отечественной войне 1941—1945 гг.» (Казахстан) | Медаль «60 лет Победы в Великой Отечественной войне 1941—1945 гг.» |
| Медаль «65 лет Победы в Великой Отечественной войне 1941—1945 гг.» (Казахстан) | Медаль «65 лет Победы в Великой Отечественной войне 1941—1945 гг.» |

### Узбекистан
Медаль «65 лет Победы в Великой Отечественной войне 1941—1945 годов»
Медаль «70-летие Победы во Второй мировой войне»

### ДНР
| Медаль «75 лет Победы в Великой Отечественной войне 1941—1945 гг.» (ДНР) | Юбилейная медаль «75 лет Победы в Великой Отечественной войне 1941—1945 гг.» |

### ЛНР
| Юбилейная медаль «70 лет Победы» | Юбилейная медаль «70 лет Победы» |

### Израиль
| Медаль «Борец с нацизмом» | Медаль «Борец с нацизмом» |

## День Победы в культуре

### Музыка
- День Победы (песня)

### Телевидение
- «Салют победы» (7 концертных программ Центрального телевидения СССР (реж. Виктор Черкасов), 1983—1985)
- «9 мая. Личное отношение» (телеальманах, 2008—2010)

### Кино
- День Победы (документальный фильм Сергея Лозницы, 2018)

### Филателия

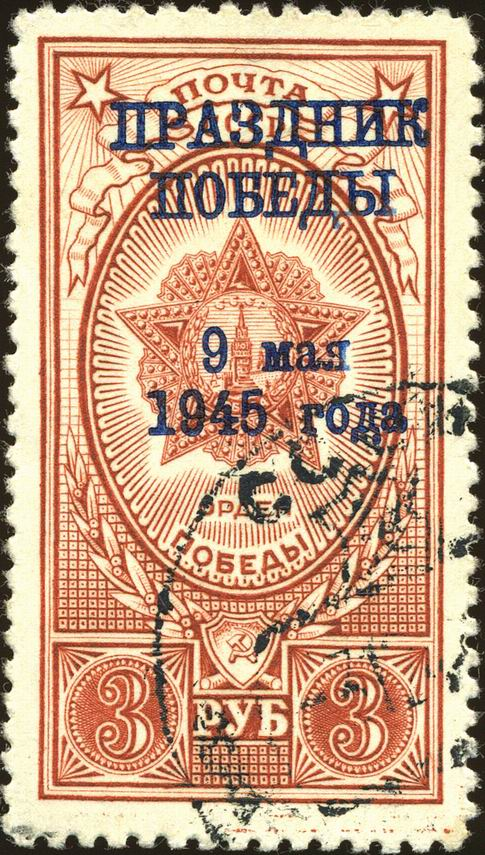
Почтовая марка с надпечаткой «Праздник Победы». СССР, 1945
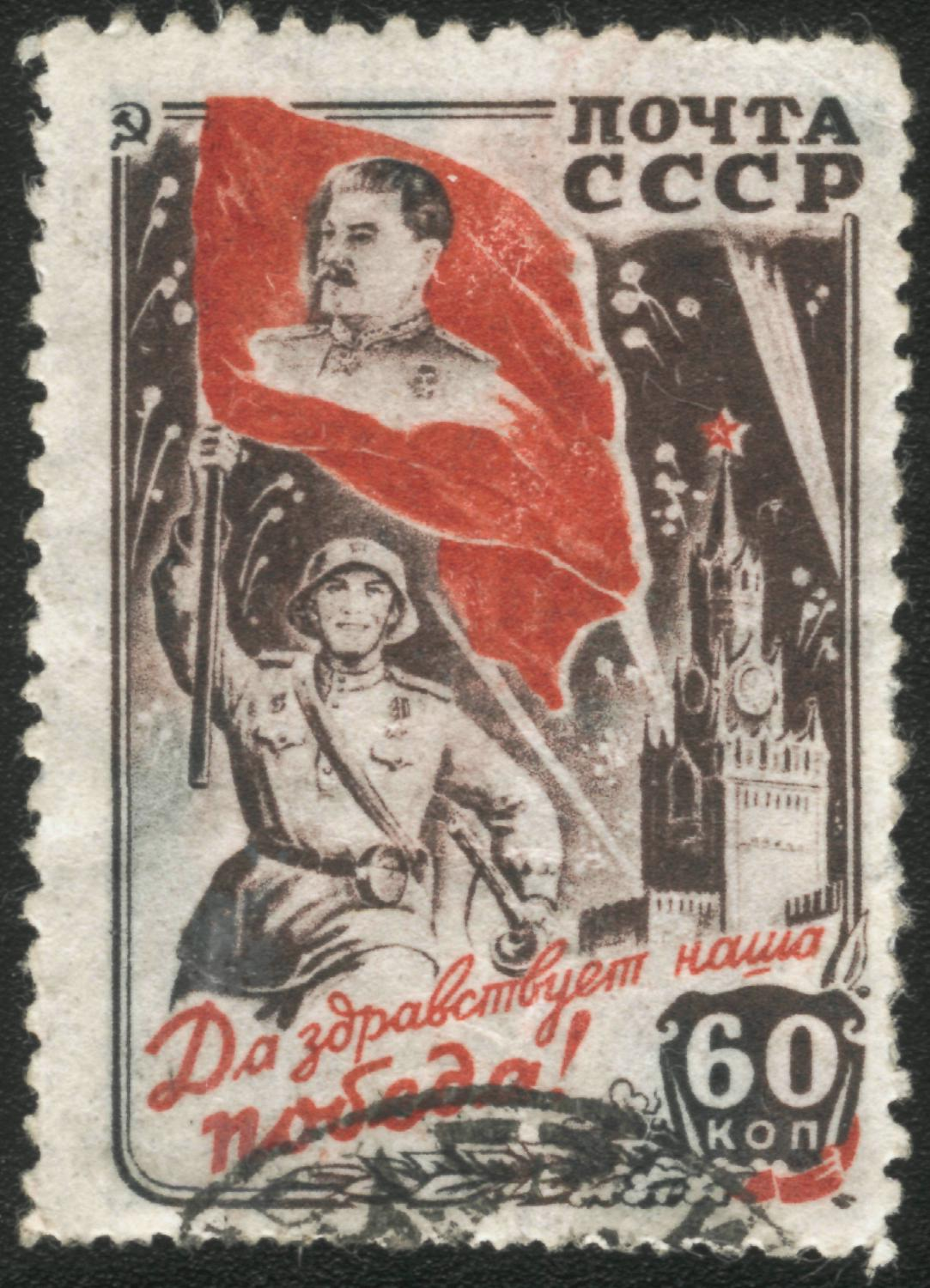
Почтовая марка Да здравствует наша Победа!. СССР, 1945
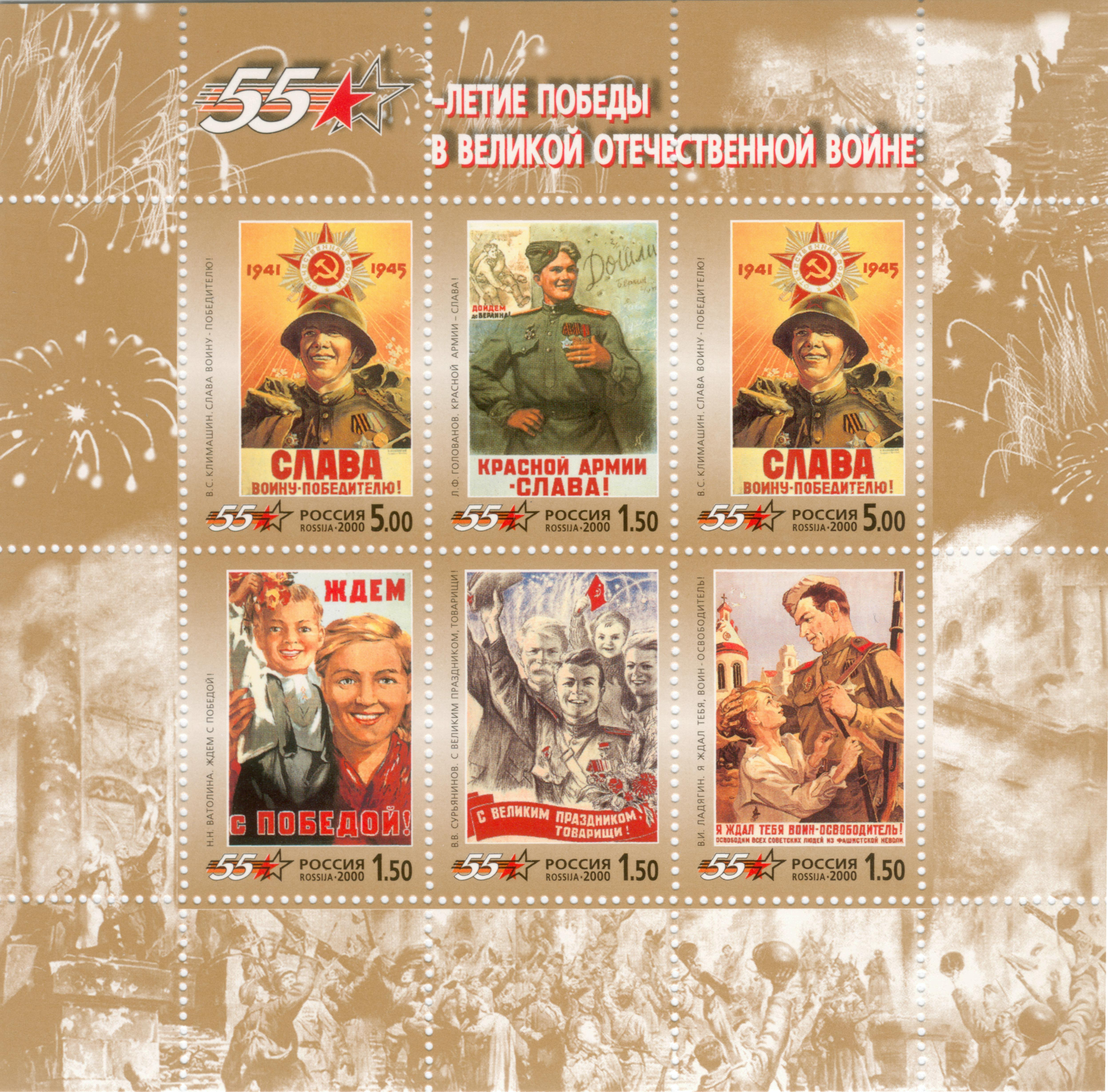
Юбилейные марки в честь 55-летия Победы. Россия, 2000
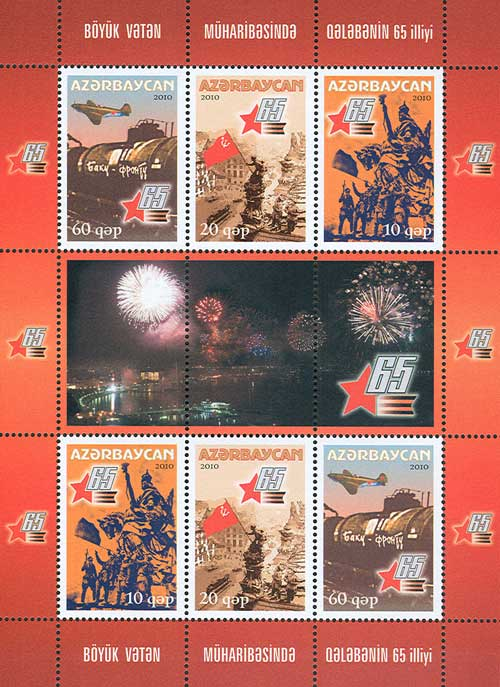
Почтовый блок к 65-летию Дня Победы. Азербайджан, 2010
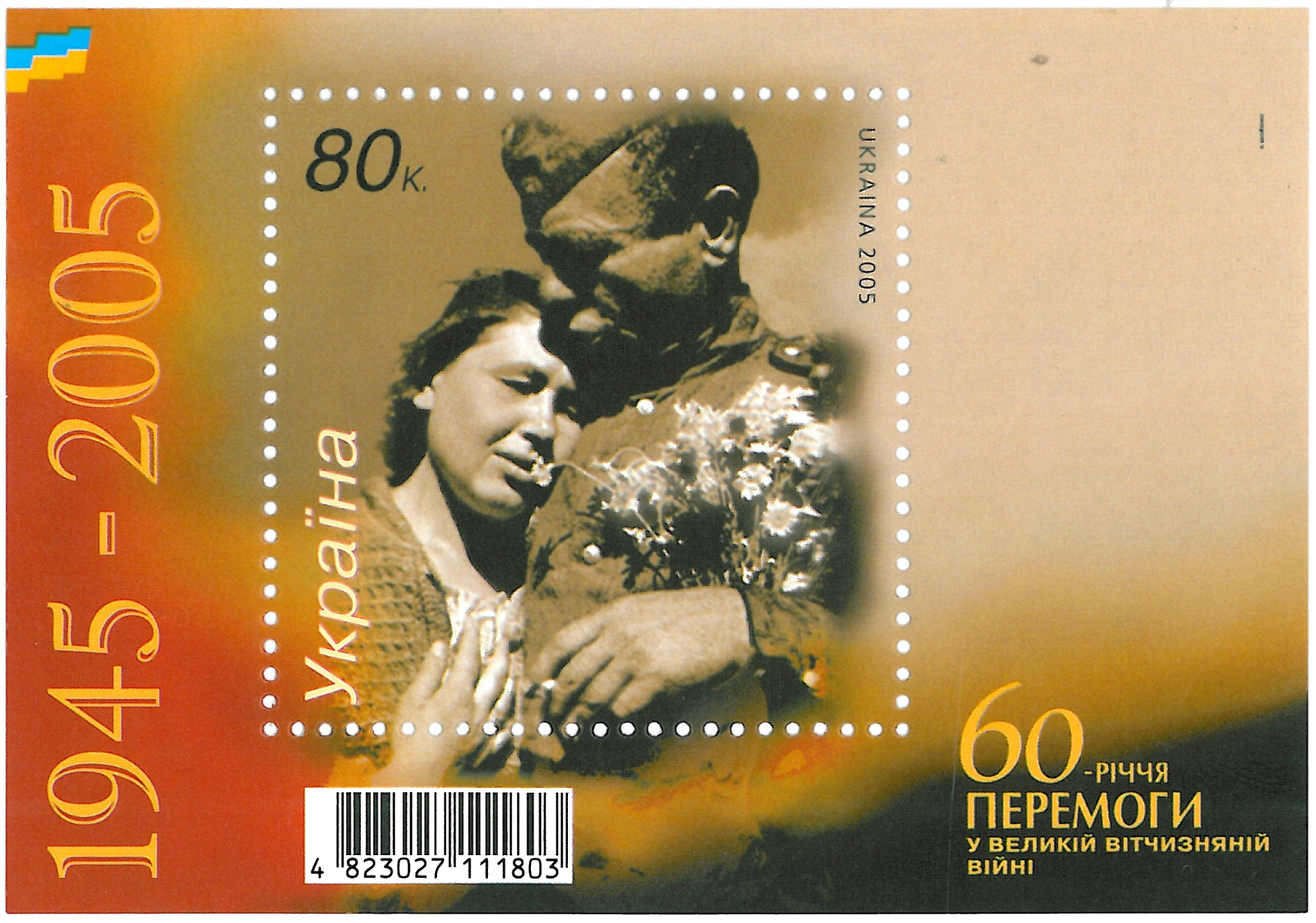
Юбилейная марка в честь 60-летия Победы. Украина, 2005
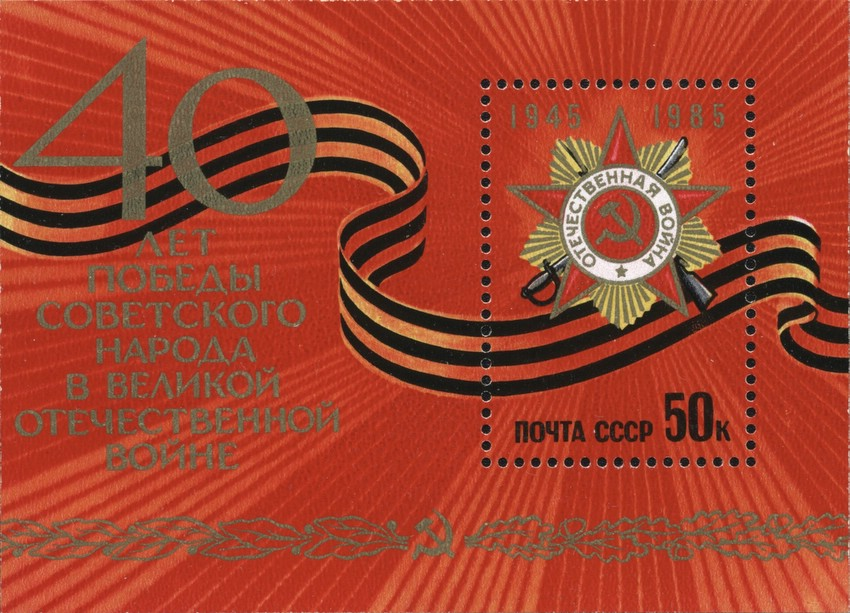
СССР (1985): почтовый блок «40 лет Победы советского народа в Великой Отечественной войне»
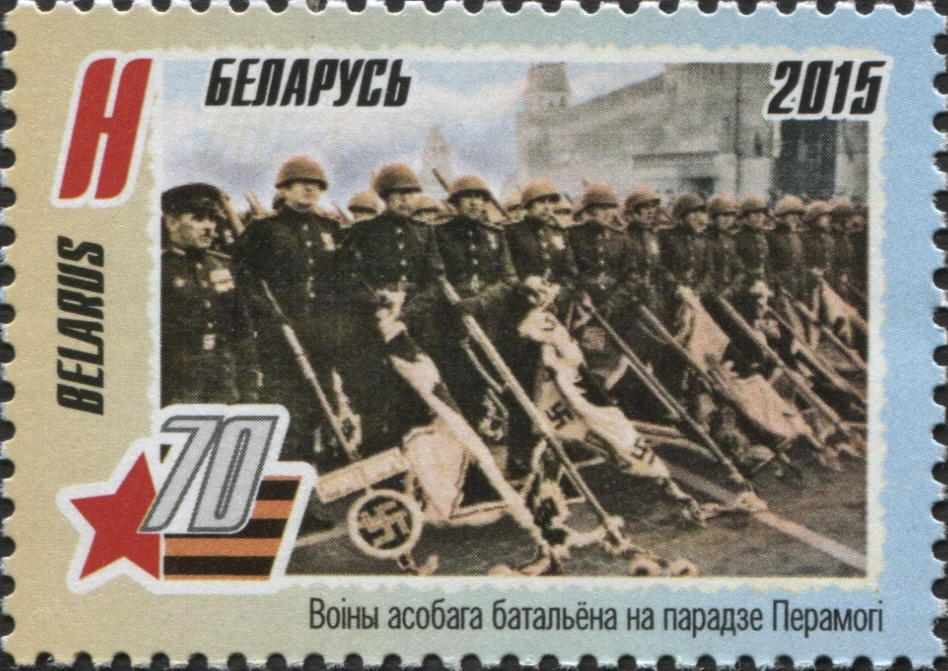
Марка 2015 года, Беларусь
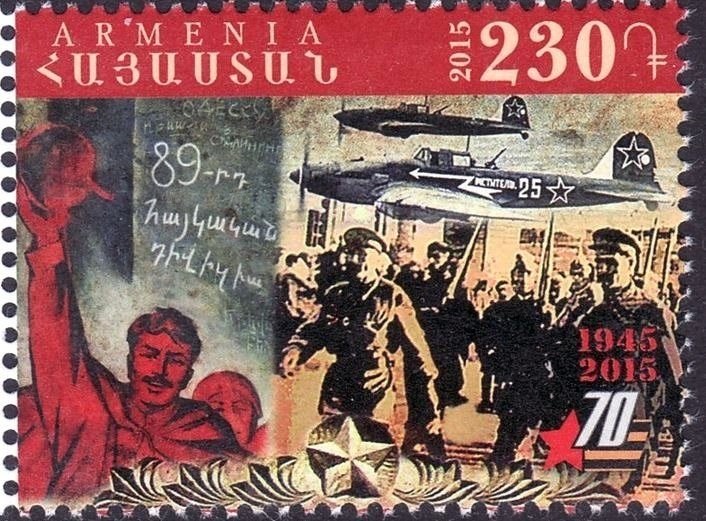
Юбилейная марка в честь 70-летия  Победы (2015 год), Армения

## День Победы в Русской православной церкви
В Пасхальном послании 1945 года Патриарх Московский и всея Руси Алексий I писал: 

Пасхальная радость Воскресения Христова соединяется ныне с светлой надеждой на близкую победу правды и света над неправдой и тьмой германского фашизма, который на наших глазах сокрушается соединённой силою наших доблестных войск и войск наших союзников.

Свету и силе Христовой не возмогли противиться и препятствовать тёмные силы фашизма, и Божие всемогущество явилось над мнимой силой человеческой.

### Особенности богослужения
26 апреля (9 мая), в День Победы, Русская православная церковь проводит поминове́ние усопших воинов — единственный день особого поминовения усопших с фиксированной датой. После литургии в храмах служится панихида о погибших воинах. Ежегодное поминовение в День Победы «воинов, за веру, Отечество и народ жизнь свою положивших, и всех страдальчески погибших в годы Великой Отечественной войны 1941—1945 годов» установлено Архиерейским Собором Русской Православной Церкви 1994 года.
В преддверии Дня Победы 2010 года Патриарх Московский и всея Руси Кирилл благословил в этот праздник во всех храмах Русской православной церкви совершать «молебен в память об избавлении народа нашего от страшного, смертельного врага, от опасности, которой не знало Отечество наше за всю историю». Патриарх составил для этого молебна особую молитву, взяв за основу молитву святителя Филарета Московского, написанную в честь победы русской армии над Наполеоном.

### Оценки события
Продолжая тему Победы, Патриарх Кирилл призвал помнить, что она «совершилась при участии Божественной воли», война же, по его словам, была испытанием от Господа, которое надо принимать в покаянии:

И в ответ Господь совершит чудеса, как он совершил чудо спасения Москвы и избавления страны нашей и всей Европы.— Интерфакс. Патриарх Кирилл написал специальную молитву для Дня Победы
По словам Патриарха Кирилла, во времена Филарета Московского (то есть в XIX веке) Русская церковь воспринимала нашествие армии Наполеона как «наказание за грех» всего народа. Он напомнил, что ровно год назад (то есть 2009 году) призывал воспринимать Победу как Божию милость к народу после тяжёлого испытания, также обусловленного людскими грехами, и признал, что в тот момент был «удивлён реакцией светской прессы»: многие журналисты критически отнеслись к этому тезису.
Впрочем, оценки, согласно которым Великая Отечественная война была «попущением Божиим» за грех народа, высказывались и ранее. В частности, по словам архимандрита Кирилла (Павлова), сказанным в середине 1990-х годов, «великая страшная Отечественная война, конечно, явилась следствием попущения Божия» за попытку жить без Бога, вообще покончить с религией и утвердить полный атеизм.

Господь провидел эти вражеские планы, и чтобы не попустить их осуществление, Господь попустил войну. Не случайно.— Архимандрит Кирилл (Павлов). Я шёл с Евангелием и не боялся…

## История термина «День Победы» в Великой Отечественной войне
Первое в русской литературе употребление словосочетания «День Победы» появилось в ходе Битвы за Москву, спустя неделю, после того, как Красная Армия впервые перешла к решительному контрнаступлению. 12 декабря 1941 года в статье писателя Ильи Эренбурга «Судьба Победы», опубликованной в газете «Московский железнодорожник» и посвящённой труженикам стальных магистралей, в частности, говорилось:
«Железные дороги — сосуды, по ним течёт кровь страны: снаряды и хлеб, бомбы и нефть. С доверием смотрит Красная Армия на железнодорожников: это братья по оружию — один стреляет, другой подаёт патроны. Наши железнодорожники показали себя отважными бойцами. Наряду с лётчиками, танкистами, артиллеристами, моряками они делают всё для Победы. Я видел в Брянске, как работали железнодорожники под огнём. Падали бомбы, но смелые люди спокойно отцепляли вагоны с боеприпасами… Когда настанет День Победы, наши бойцы первые вспомнят о железнодорожниках…»